# Lijst van personen overleden in 1960
Dit is een lijst van personen die zijn overleden in 1960.

## Januari

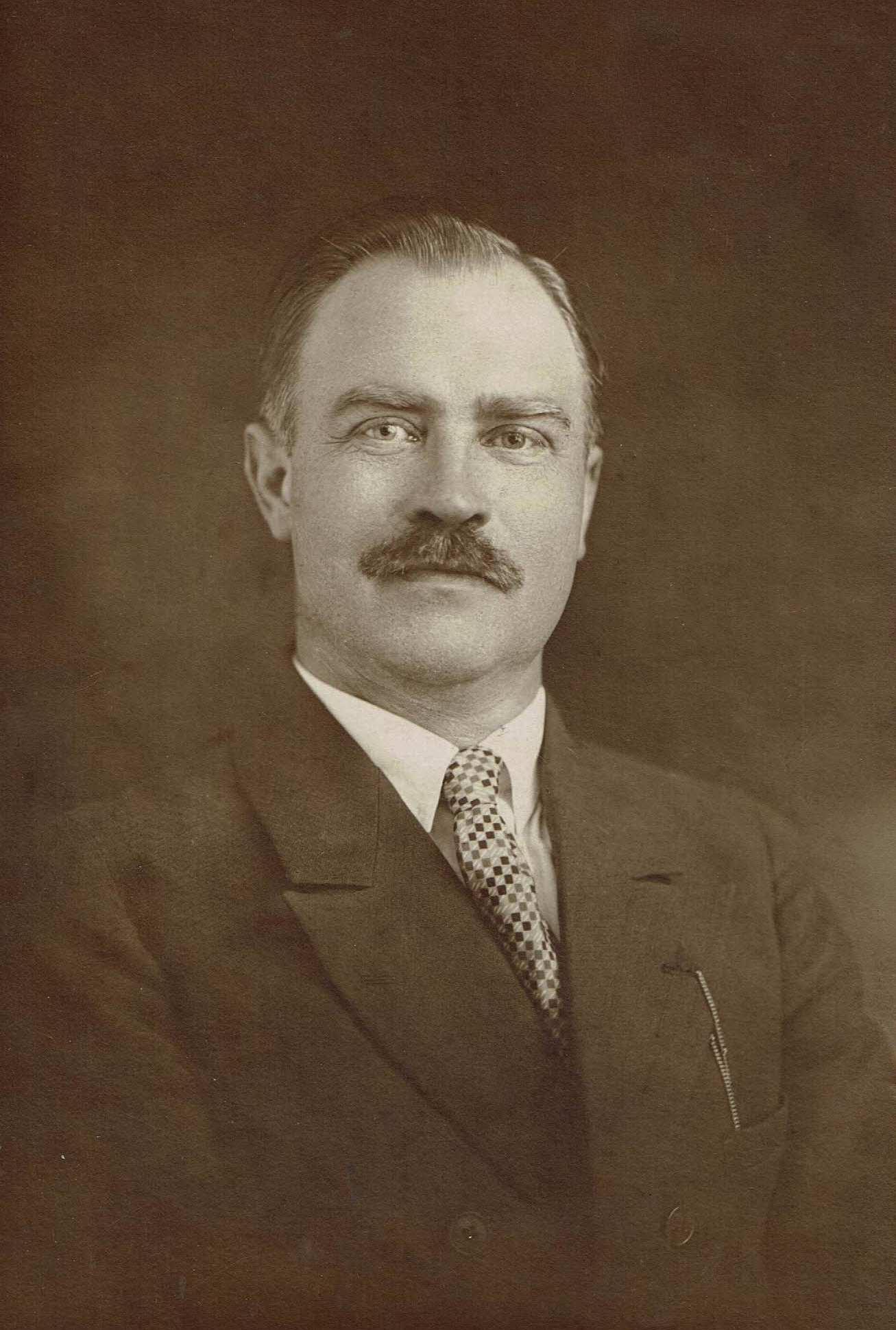
Chris van Abkoude
2 januari

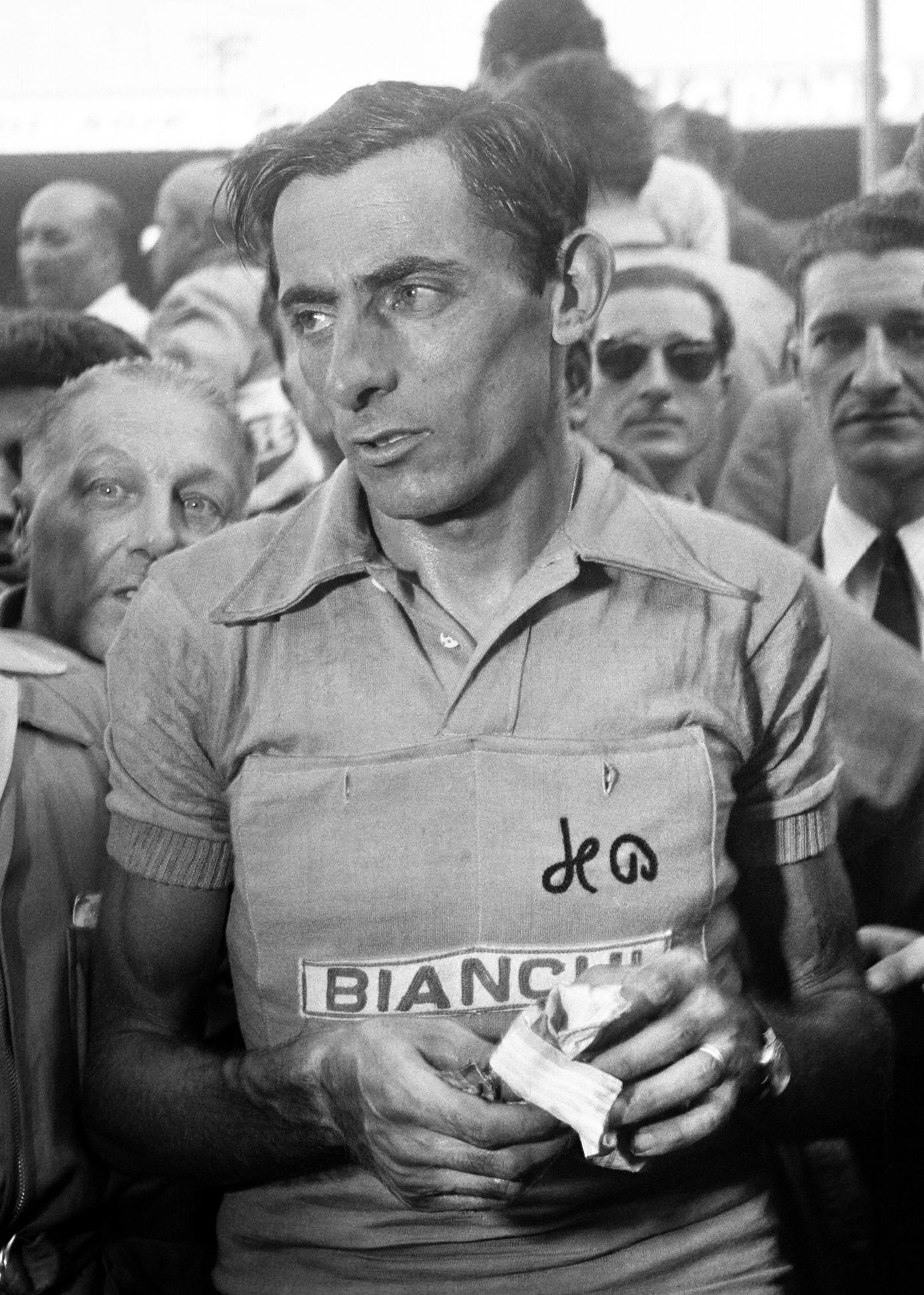
Fausto Coppi
2 januari

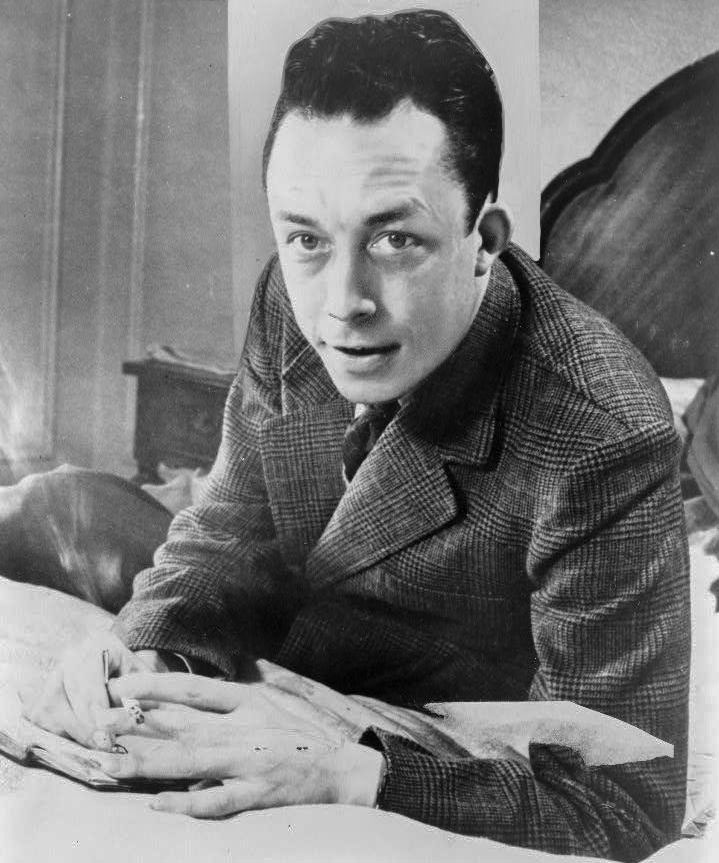
Albert Camus
4 januari

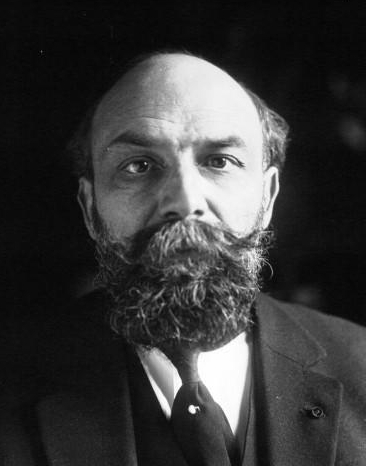
Fernand Gregh
5 januari

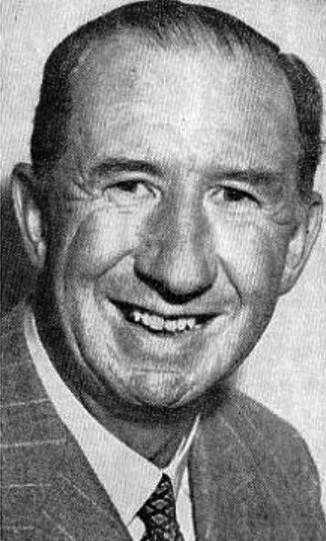
Nevil Shute
12 januari

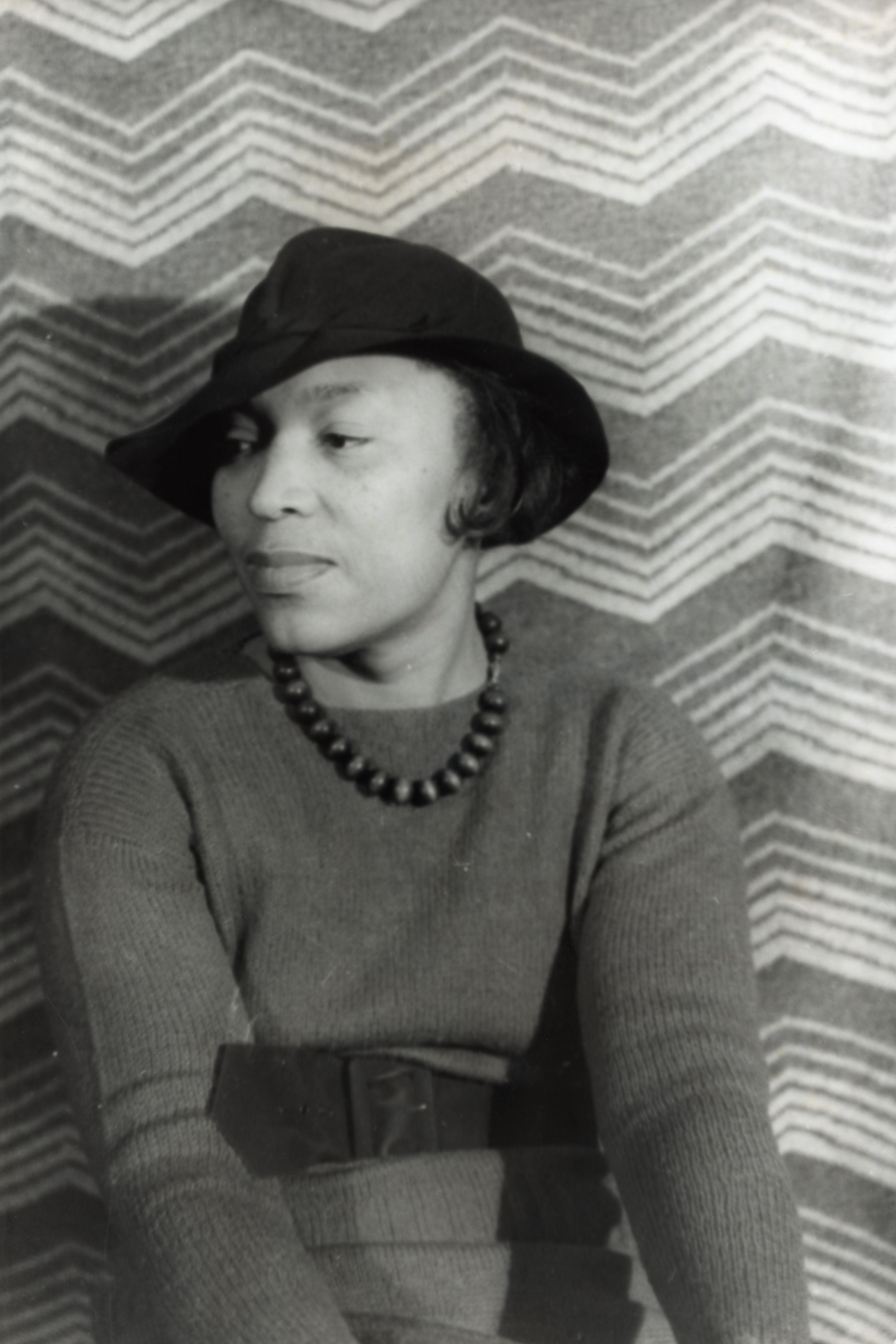
Zora Neale Hurston
28 januari

| 1 | 2 | 3 | 4 | 5 | 6 | 7 | 8 | 9 | 10 | 11 | 12 | 13 | 14 | 15 | 16 | 17 | 18 | 19 | 20 | 21 | 22 | 23 | 24 | 25 | 26 | 27 | 28 | 29 | 30 | 31 |
| - | - | - | - | - | - | - | - | - | -- | -- | -- | -- | -- | -- | -- | -- | -- | -- | -- | -- | -- | -- | -- | -- | -- | -- | -- | -- | -- | -- |

### 1 januari
- Margaret Sullavan (50), Amerikaans actrice

### 2 januari
- Chris van Abkoude (79), Nederlands schrijver
- Fausto Coppi (40), Italiaans wielrenner
- Norbert Goormaghtigh (69), Belgisch medicus en bestuurder
- Cees Laseur (60), Nederlands acteur en regisseur

### 3 januari
- Victor Sjöström (80), Zweeds acteur en filmregisseur
- Constance Spry (73), Brits publiciste

### 4 januari
- Albert Camus (46), Frans filosoof en schrijver
- Ebbo van Weezenbeek (27), Nederlands roeier

### 5 januari
- Jakob van Domselaer (69), Nederlands componist
- Fernand Gregh (86), Frans dichter

### 6 januari
- Erik Lindahl (68), Zweeds econoom

### 7 januari
- Abel Iwema Bakker (75), Nederlands burgemeester
- Dorothea Douglass-Chambers (81), Brits tennisster
- Ferdinand van Bourbon-Sicilië (90), lid Italiaanse adel

### 11 januari
- Lambert Beauduin (86), Belgisch geestelijke

### 12 januari
- Nevil Shute (60), Brits schrijver

### 14 januari
- Karl Bähre (60), Duits waterpolospeler
- Ralph Chubb (67), Brits dichter, schrijver en kunstenaar

### 16 januari
- Rudulph Evans (81), Amerikaans beeldhouwer

### 19 januari
- Anton Rädecker (72), Nederlands beeldhouwer

### 23 januari
- Lex van Blijenburgh (82), Nederlands schermer
- Albert de Savoye (80), Belgisch politicus

### 25 januari
- Rutland Boughton (82), Brits componist en dirigent
- Beno Gutenberg (70), Duits seismoloog

### 27 januari
- Clément Behn (85), Belgisch burgemeester
- Hermann Friedrich Mertens (74), Nederlands architect
- Johannes Wardenier (48), Nederlandse uitvinder

### 28 januari
- Zora Neale Hurston (69), Amerikaans schrijfster en antropologe

### 30 januari
- Bernardus Croon (73), Nederlands roeier
- Marcel Decoene (66), Belgisch politicus
- Auguste Herbin (77), Frans kunstschilder
- Jacques de Menasce (54), Oostenrijks-Amerikaans componist

### 31 januari
- Harry Blanchard (30), Amerikaans autocoureur
- Max Ramaekers (69), Belgisch politicus

## Februari

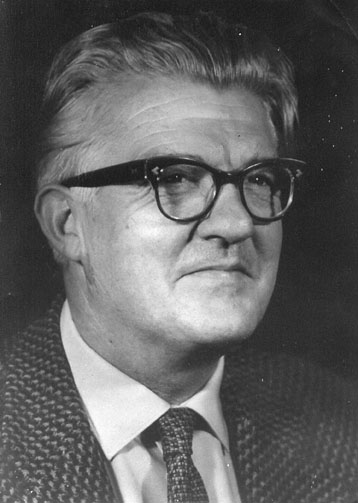
Jan Lemaire jr.
2 februari

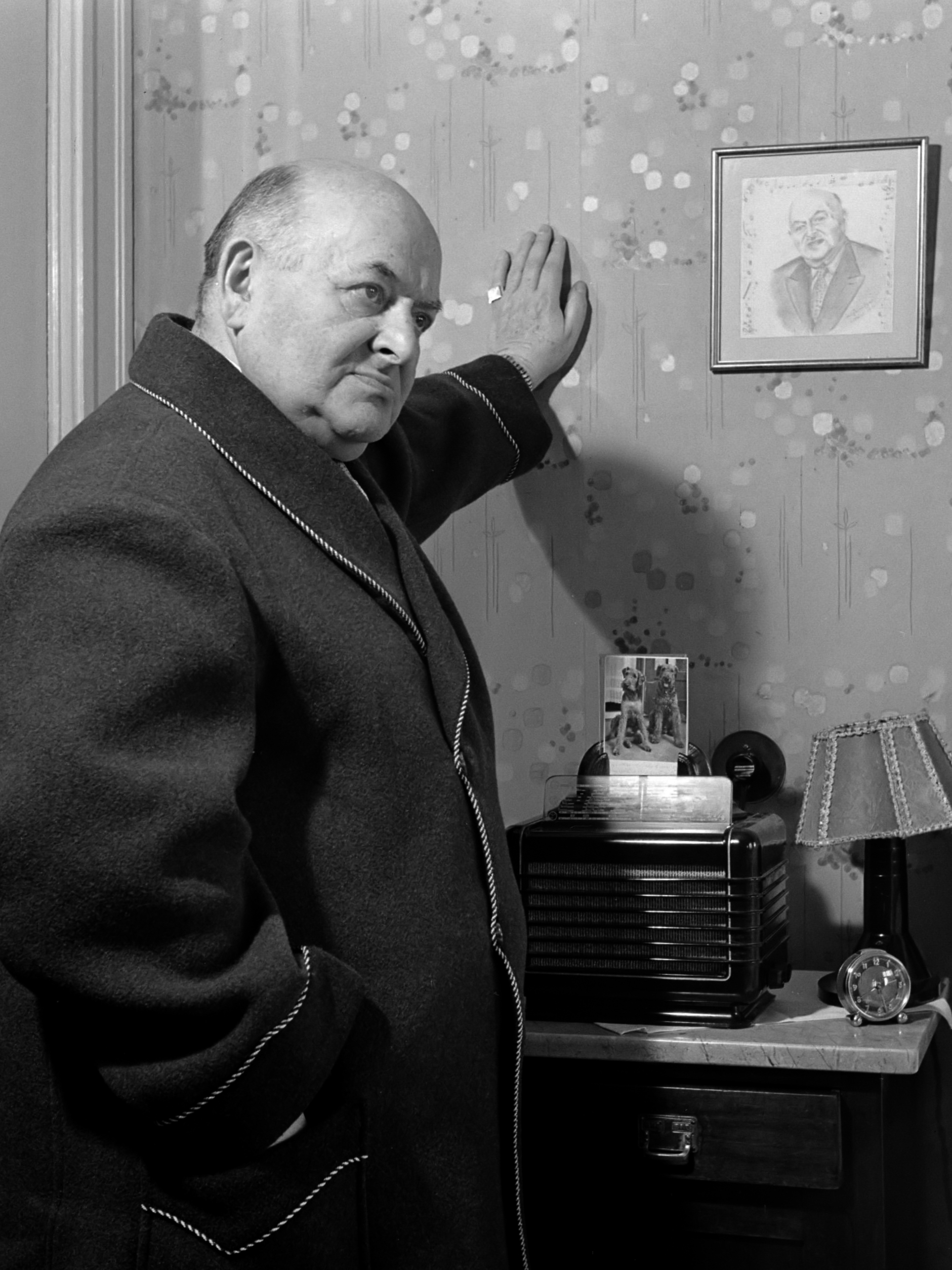
Rudolf Nelson
5 februari

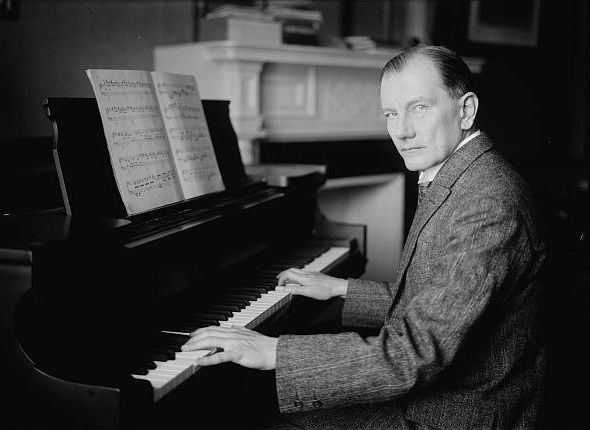
Ernő Dohnányi
9 februari

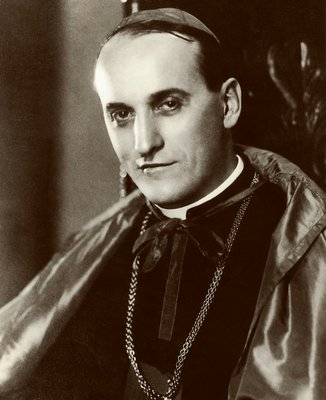
Aloysius Stepinac
10 februari

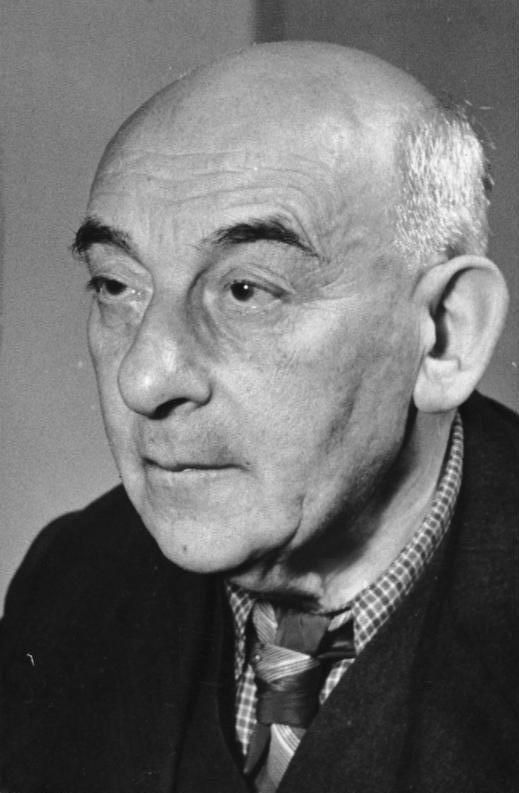
Victor Klemperer
11 februari

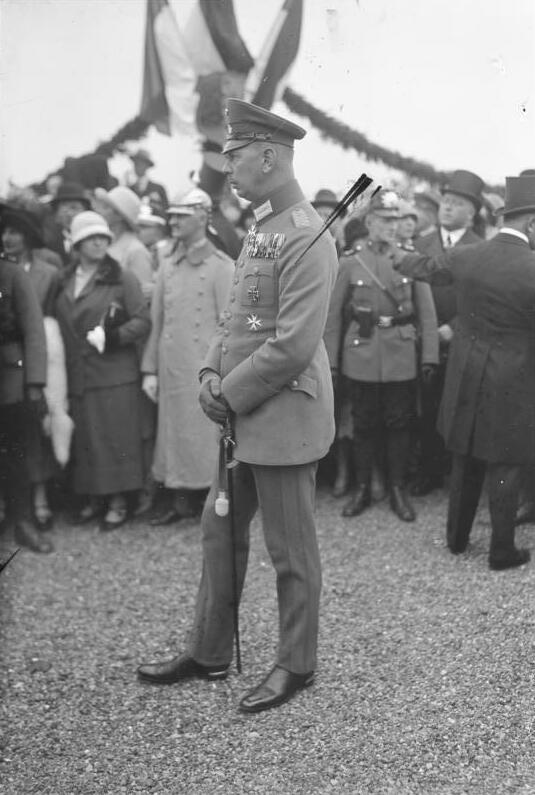
Oskar von Hindenburg
12 februari

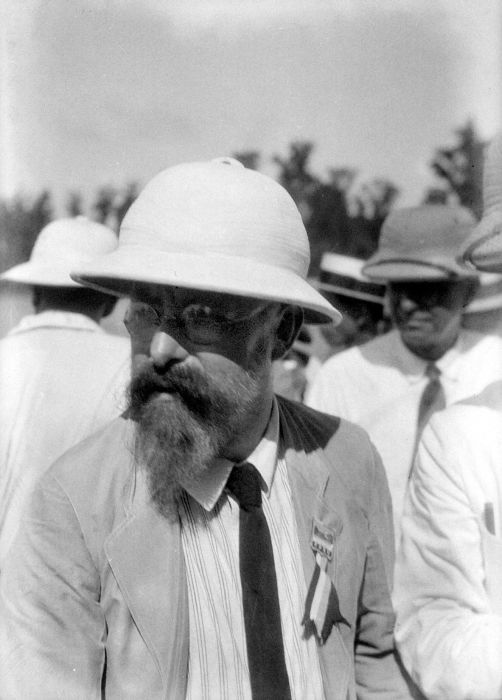
W.M. Docters van Leeuwen
25 februari

| 1 | 2 | 3 | 4 | 5 | 6 | 7 | 8 | 9 | 10 | 11 | 12 | 13 | 14 | 15 | 16 | 17 | 18 | 19 | 20 | 21 | 22 | 23 | 24 | 25 | 26 | 27 | 28 | 29 |
| - | - | - | - | - | - | - | - | - | -- | -- | -- | -- | -- | -- | -- | -- | -- | -- | -- | -- | -- | -- | -- | -- | -- | -- | -- | -- |

### 2 februari
- Jan Lemaire jr. (53), Nederlands acteur en regisseur

### 3 februari
- Fred Buscaglione (38), Italiaans zanger
- Johannes Geelkerken (80), Nederlands theoloog
- Gustave Guillaume (76), Frans taalkundige

### 5 februari
- Jan Grauls (72), Belgisch politicus
- Rudolf Nelson (81), Duits componist

### 6 februari
- Mathieu Spoel (76), Belgisch componist en dirigent

### 7 februari
- Igor Koertsjatov (57), Russisch kernfysicus

### 8 februari
- John Austin (48), Brits taalkundige

### 9 februari
- Ernő Dohnányi (82), Hongaars componist, dirigent en pianist

### 10 februari
- Aloysius Stepinac (61), Kroatisch bisschop
- René Goormaghtigh (66), Belgisch wiskundige en ingenieur

### 11 februari
- Jan Grégoire (72), Nederlands kunstschilder
- Victor Klemperer (78), Duitse filoloog en auteur

### 12 februari
- Jean-Michel Atlan (47), Frans kunstschilder
- Henri De Deken (52), Belgisch voetballer
- Oskar von Hindenburg (77), Duits militair leider
- Roelof Klein (82), Nederlands roeier

### 14 februari
- Felix Moris (67), Belgisch kunstschilder
- Kobus Vrouwes (83), Nederlands schaatser en wielrenner

### 15 februari
- Tonny Kessler (70), Nederlands voetballer en cricketspeler

### 16 februari
- Pedro Rodríguez Triana (69), Mexicaans politicus

### 18 februari
- Per Hallström (93), Zweeds schrijver

### 19 februari
- Hans Christian Hansen (53), Deens politicus

### 20 februari
- Roger Fieuw (37), Belgisch schrijver en kunstcriticus
- Leonard Woolley (79), Brits archeoloog
- Adone Zoli (72), Italiaans politicus

### 21 februari
- Edwina Cynthia Annette Ashley (58), lid Britse adel
- Jacques Becker (53), Frans filmregisseur en scenarioschrijver

### 22 februari
- Johannes Beelaerts van Blokland (82), Nederlands politicus

### 23 februari
- Jules Boulez (70), Belgisch kunstschilder
- Arthur Legat (61), Belgisch autocoureur
- Alexander Mountbatten (73), lid Britse adel

### 24 februari
- Pierre Daye (67), Belgisch journalist en politicus

### 25 februari
- Willem Marius Docters van Leeuwen (79), Nederlands bioloog

### 27 februari
- Ettore Chimeri (35), Venezolaans autocoureur

### 28 februari
- Wijbren Elgersma (63), Nederlands politicus
- Teiji Takagi (84), Japans wiskundige

## Maart

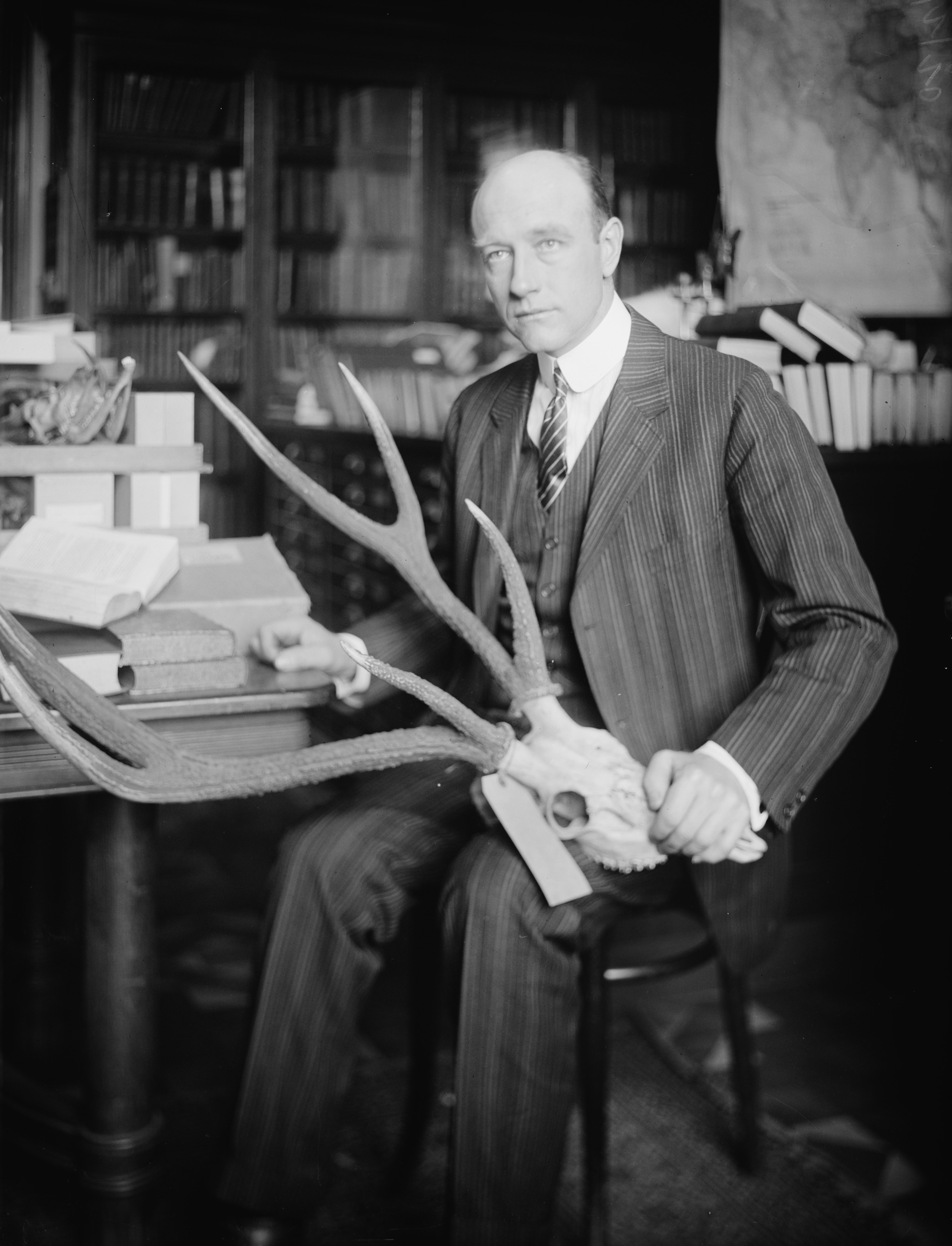
Roy Chapman Andrews
11 maart

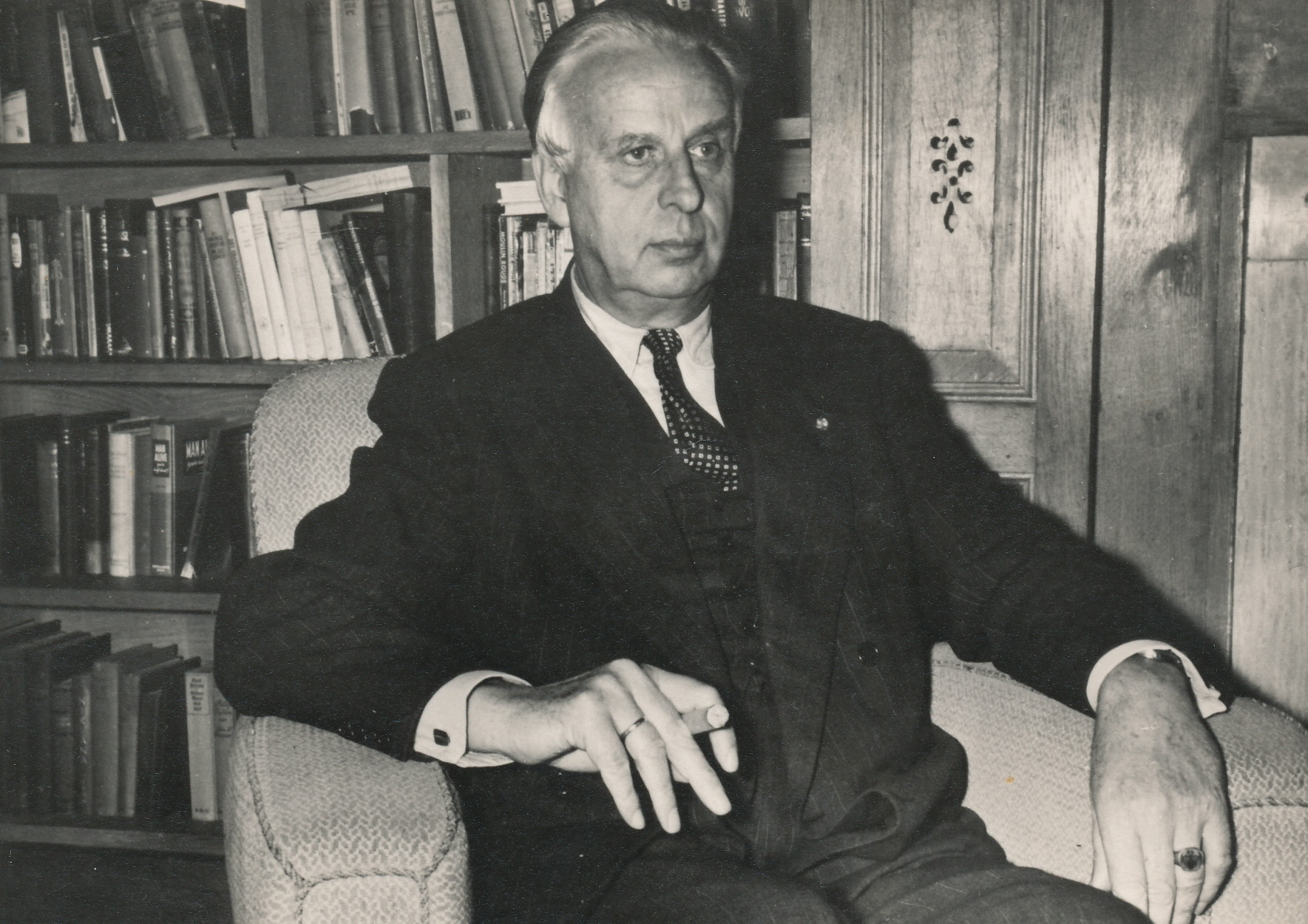
Dirk Jakobus Klink
12 maart

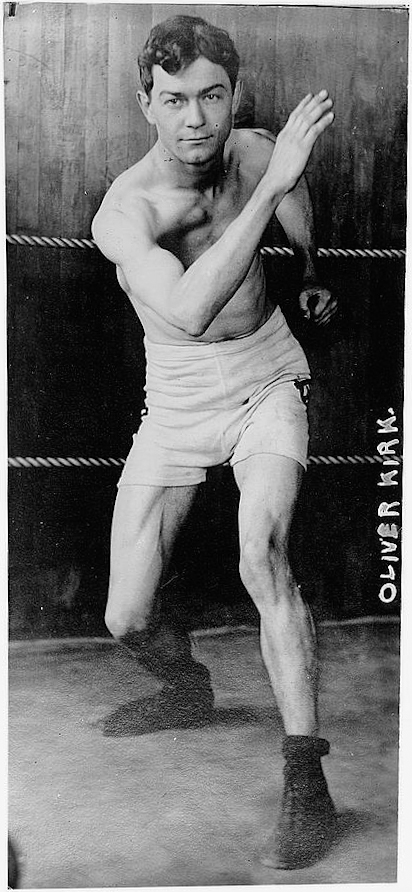
Oliver Kirk
14 maart

| 1 | 2 | 3 | 4 | 5 | 6 | 7 | 8 | 9 | 10 | 11 | 12 | 13 | 14 | 15 | 16 | 17 | 18 | 19 | 20 | 21 | 22 | 23 | 24 | 25 | 26 | 27 | 28 | 29 | 30 | 31 |
| - | - | - | - | - | - | - | - | - | -- | -- | -- | -- | -- | -- | -- | -- | -- | -- | -- | -- | -- | -- | -- | -- | -- | -- | -- | -- | -- | -- |

### 5 maart
- Jorinus van der Wiel (66), Nederlands wielrenner

### 7 maart
- Janske Gorissen (53), Nederlands zieneres

### 8 maart
- Marie Janson (86), Belgisch politicus

### 10 maart
- Antoon Molkenboer (87), Nederlands kunstenaar

### 11 maart
- Roy Chapman Andrews (76), Amerikaans ontdekkingsreiziger

### 12 maart
- Dirk Jakobus Klink (68), Nederlands ingenieur
- Antoon Verlegh (63), Nederlands voetballer

### 13 maart
- Petrus Wilhelmus Best (79), Nederlands militair

### 14 maart
- Ioannis Georgiadis (83), Grieks schermer
- Oliver Kirk (75), Amerikaans bokser
- Willem Smit (63), Surinaams politicus

### 15 maart
- Eduard Čech (66), Tsjechisch wiskundige

### 16 maart
- Gérard Saint (24), Frans wielrenner

### 17 maart
- Fernando Álvarez de Sotomayor (84), Spaans kunstschilder

### 18 maart
- Elisabeth Couperus-Baud (92), Nederlands vertaalster en letterkundige
- Karel Van Hoeylandt (87), Belgisch politicus

### 23 maart
- Reinier Kennedy (78), Nederlands kunstschilder
- Said Nursi (82), Koerdisch islamgeleerde

### 24 maart
- Paul Joostens (70), Belgisch kunstschilder

### 25 maart
- Ralph Elmer Wilson (73), Amerikaans astronoom

### 26 maart
- Schelto van Heemstra (80), Nederlands bestuurder
- Dirk Jan Heusinkveld (81), Nederlands architect

## April

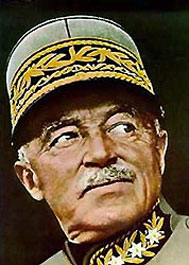
Henri Guisan
7 april

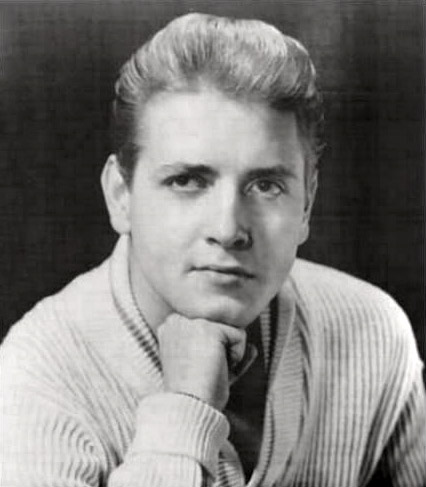
Eddie Cochran
17 april

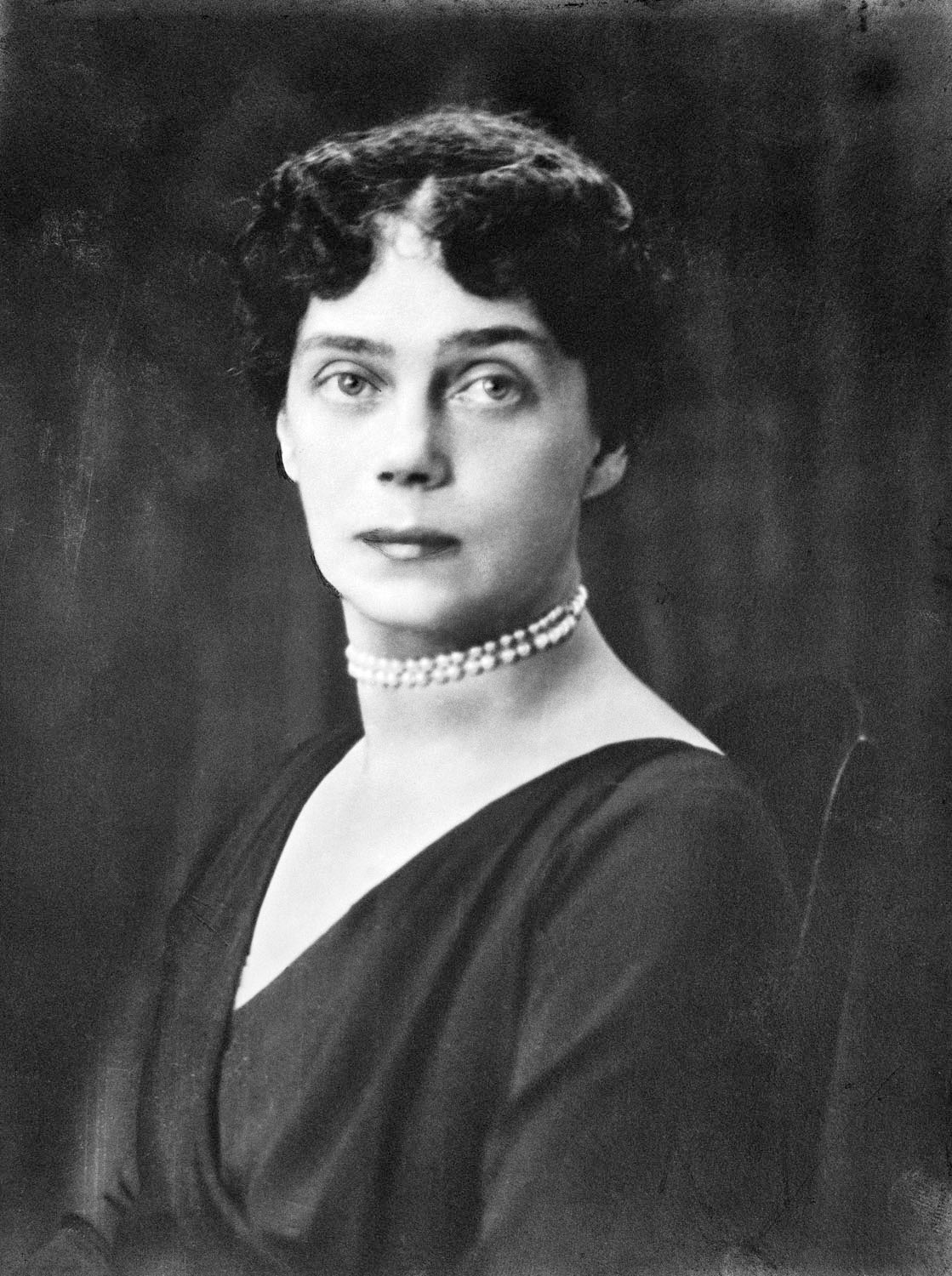
Xenia van Rusland
20 april

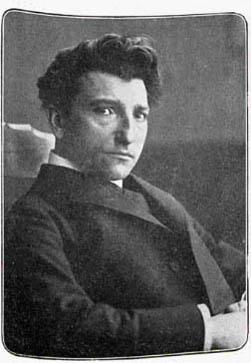
Jan Musch
24 april

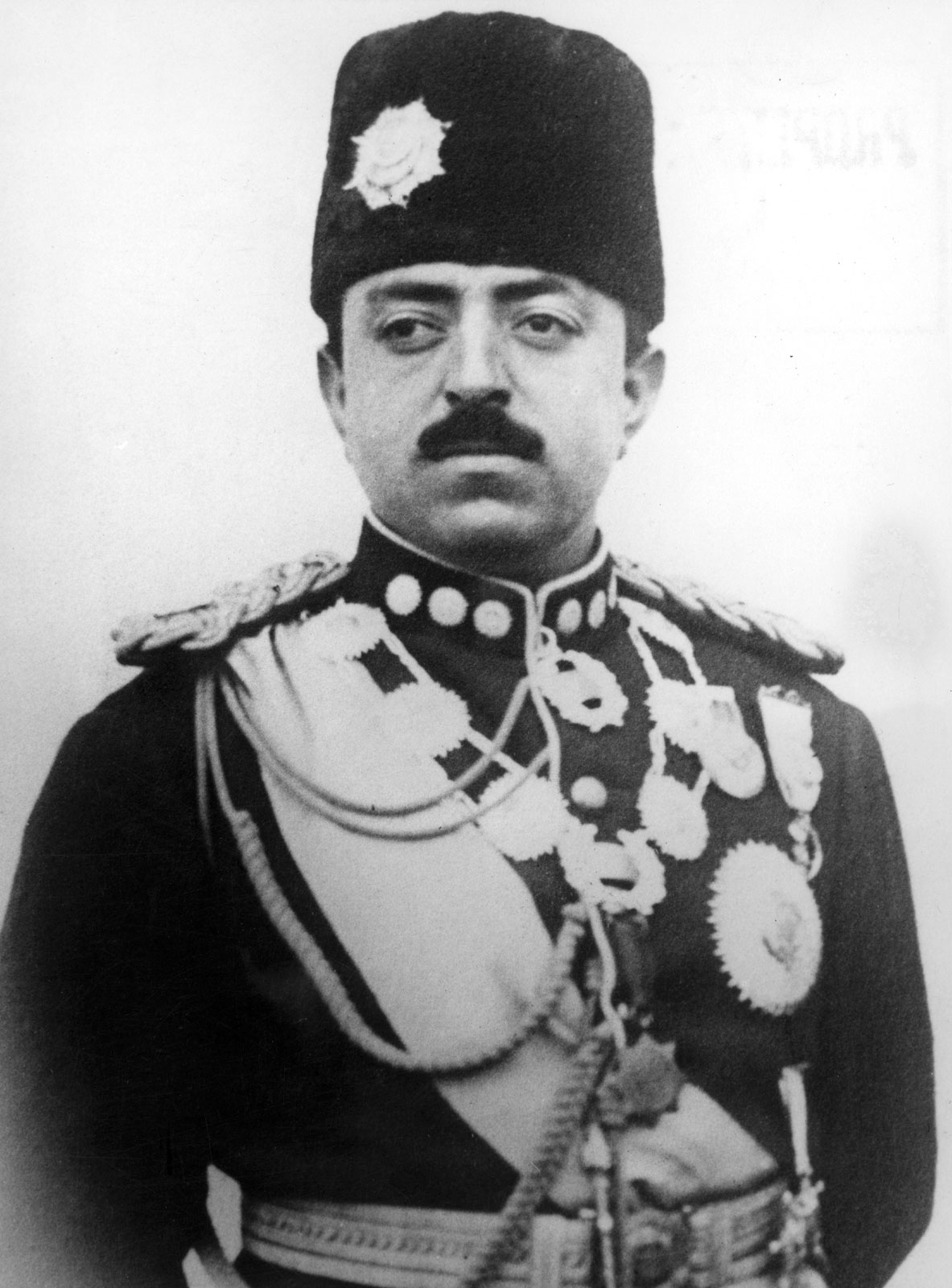
Amanoellah Khan
25 april

| 1 | 2 | 3 | 4 | 5 | 6 | 7 | 8 | 9 | 10 | 11 | 12 | 13 | 14 | 15 | 16 | 17 | 18 | 19 | 20 | 21 | 22 | 23 | 24 | 25 | 26 | 27 | 28 | 29 | 30 |
| - | - | - | - | - | - | - | - | - | -- | -- | -- | -- | -- | -- | -- | -- | -- | -- | -- | -- | -- | -- | -- | -- | -- | -- | -- | -- | -- |

### 1 april
- Piet Bakker (62), Nederlands journalist en schrijver
- Walter Kuntze (77), Duits militair
- Tuanku Abdul Rahman (64), koning van Maleisië

### 3 april
- Willem Frederik Sillem (64), Nederlands bankier
- Norodom Suramarit (65), koning van Cambodja

### 4 april
- Antal Szalay (48), Hongaars voetballer

### 6 april
- Louis Marie Rollin Couquerque (90), Nederlands jurist

### 7 april
- Henri Guisan (85), Zwitsers militair leider en politicus
- Nicolas Kettel (34), Luxemburgs voetballer

### 12 april
- Theo Willems (69), Nederlandse handboogschutter

### 13 april
- Anna Blaman (55), Nederlandse schrijver
- Joy Davidman (45), Amerikaanse dichter

### 16 april
- Émile Georget (78), Frans wielrenner
- Felix Kersten (61), Fins verzetsstrijder

### 17 april
- Eddie Cochran (21), Amerikaans zanger

### 18 april
- Nicolaas Posthumus (80), Nederlands historicus

### 19 april
- George J. Trinkaus (82), Amerikaans componist

### 20 april
- Xenia Aleksandrovna van Rusland (85), grootvorstin van Rusland

### 23 april
- Cornelis Bakker (56), Nederlands natuurkundige

### 24 april
- Max von Laue (80), Duits natuurkundige
- Jan Musch (84), Nederlands toneelacteur

### 25 april
- Amanoellah Khan (67), emir van Afghanistan
- Wilma Jeuken (55), echtgenote van kunstschilder Carel Willink

### 26 april
- Wander de Haas (82), Nederlands natuurkundige

### 28 april
- Carlos Ibáñez del Campo (82), president van Chili
- Anton Pannekoek (67), Nederlands astronoom

### 29 april
- Willem Bronkhorst (71), Nederlands medicus

## Mei

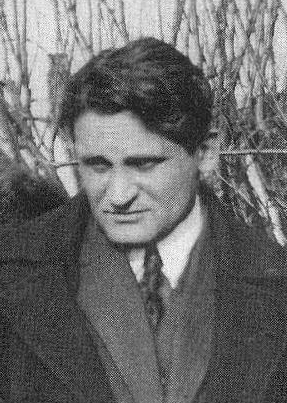
Joeri Oljesja
10 mei

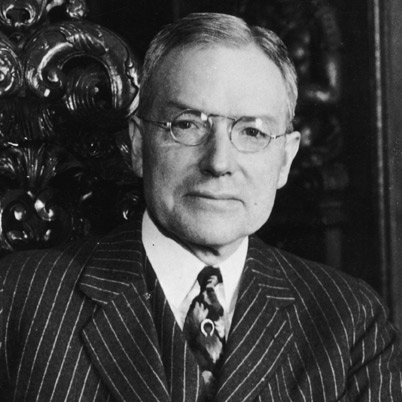
John D. Rockefeller jr.
11 mei

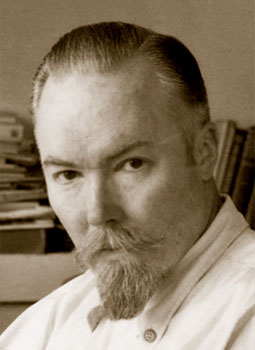
Joeri Rjorich
21 mei

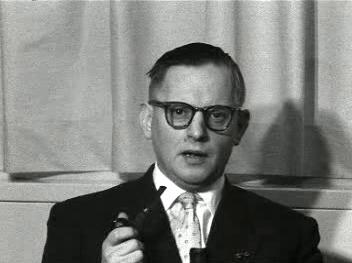
Evert Vermeer
30 mei

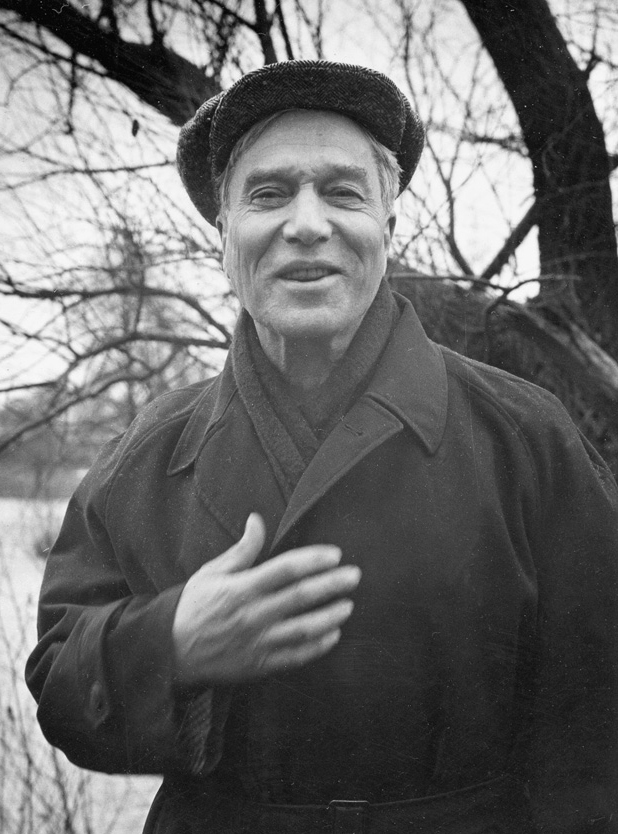
Boris Pasternak
30 mei

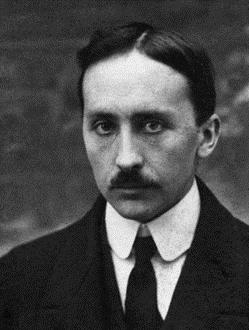
Willem Elsschot
31 mei

| 1 | 2 | 3 | 4 | 5 | 6 | 7 | 8 | 9 | 10 | 11 | 12 | 13 | 14 | 15 | 16 | 17 | 18 | 19 | 20 | 21 | 22 | 23 | 24 | 25 | 26 | 27 | 28 | 29 | 30 | 31 |
| - | - | - | - | - | - | - | - | - | -- | -- | -- | -- | -- | -- | -- | -- | -- | -- | -- | -- | -- | -- | -- | -- | -- | -- | -- | -- | -- | -- |

### 6 mei
- Paul Abraham (67), Hongaars componist

### 7 mei
- Georges Feryn (54), Belgisch politicus

### 8 mei
- Hugo Alfvén (88), Zweeds componist, dirigent, violist en kunstschilder
- Hersch Lauterpacht (62), Oostenrijks-Brits rechtsgeleerde
- John Henry Constantine Whitehead (55), Brits wiskundige

### 9 mei
- Pieter van Rhijn (74), Nederlands astronoom

### 10 mei
- Joeri Oljesja (61), Russisch schrijver

### 11 mei
- Godfried zu Hohenlohe-Langenburg (63), lid Duitse adel
- Piet te Nuyl sr. (68), Nederlands acteur
- John D. Rockefeller jr. (86), Amerikaans ondernemer en filantroop

### 12 mei
- Cecil Armstrong Gibbs (70), Brits componist
- Antoine Leroy (83), Belgisch politicus

### 13 mei
- William Alexander McCain (81), Amerikaans militair
- Harry Schell (38), Amerikaans autocoureur

### 16 mei
- Julius Brongers (79), Nederlands acteur

### 17 mei
- Antoon Marstboom (54), Belgisch kunstenaar

### 20 mei
- Josef Řehoř (75), Tsjechisch componist en dirigent

### 21 mei
- Joeri Rjorich (57), Russisch tibetoloog en sinoloog

### 22 mei
- José Aguirre (56), Baskisch politicus

### 23 mei
- Georges Claude (89), Frans chemicus en uitvinder

### 25 mei
- Rafael el Gallo (77), Spaans torero
- Edmond Jacques (80), Belgisch politicus

### 26 mei
- André Jousseaume (65), Frans ruiter
- Bert Nienhuis (86), Nederlands ontwerper en kunstenaar

### 30 mei
- Boris Pasternak (70), Russisch dichter en schrijver
- Evert Vermeer (49), Nederlands politicus

### 31 mei
- Willem Elsschot (78), Belgisch schrijver
- Walther Funk (70), Duits politicus
- Siebold Sissingh (60), Nederlands voetballer

## Juni

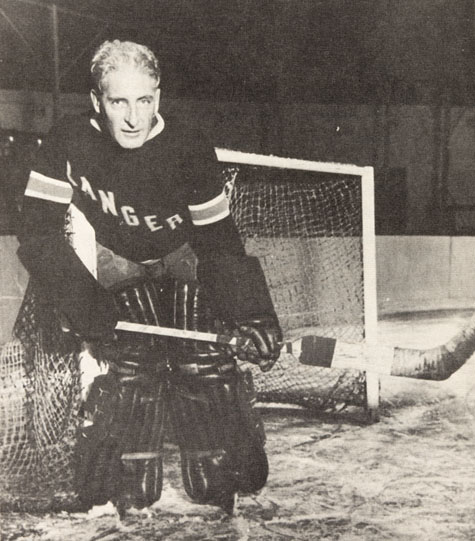
Lester Patrick
1 juni

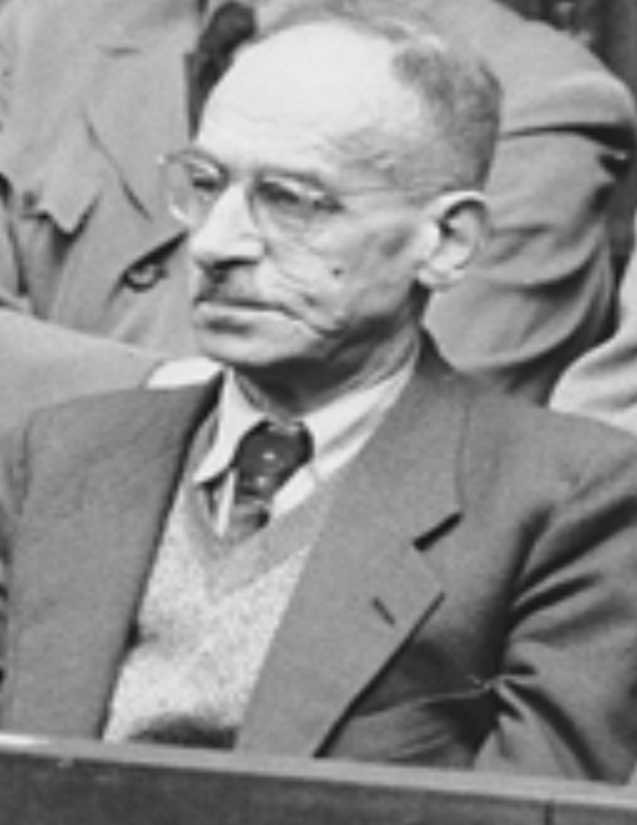
Wilhelm Keppler
13 juni

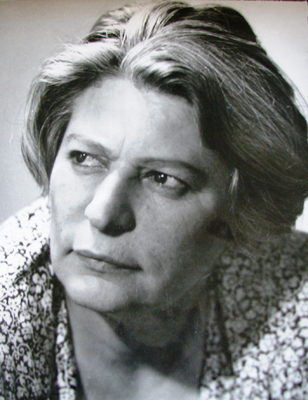
Ana Pauker
14 juni

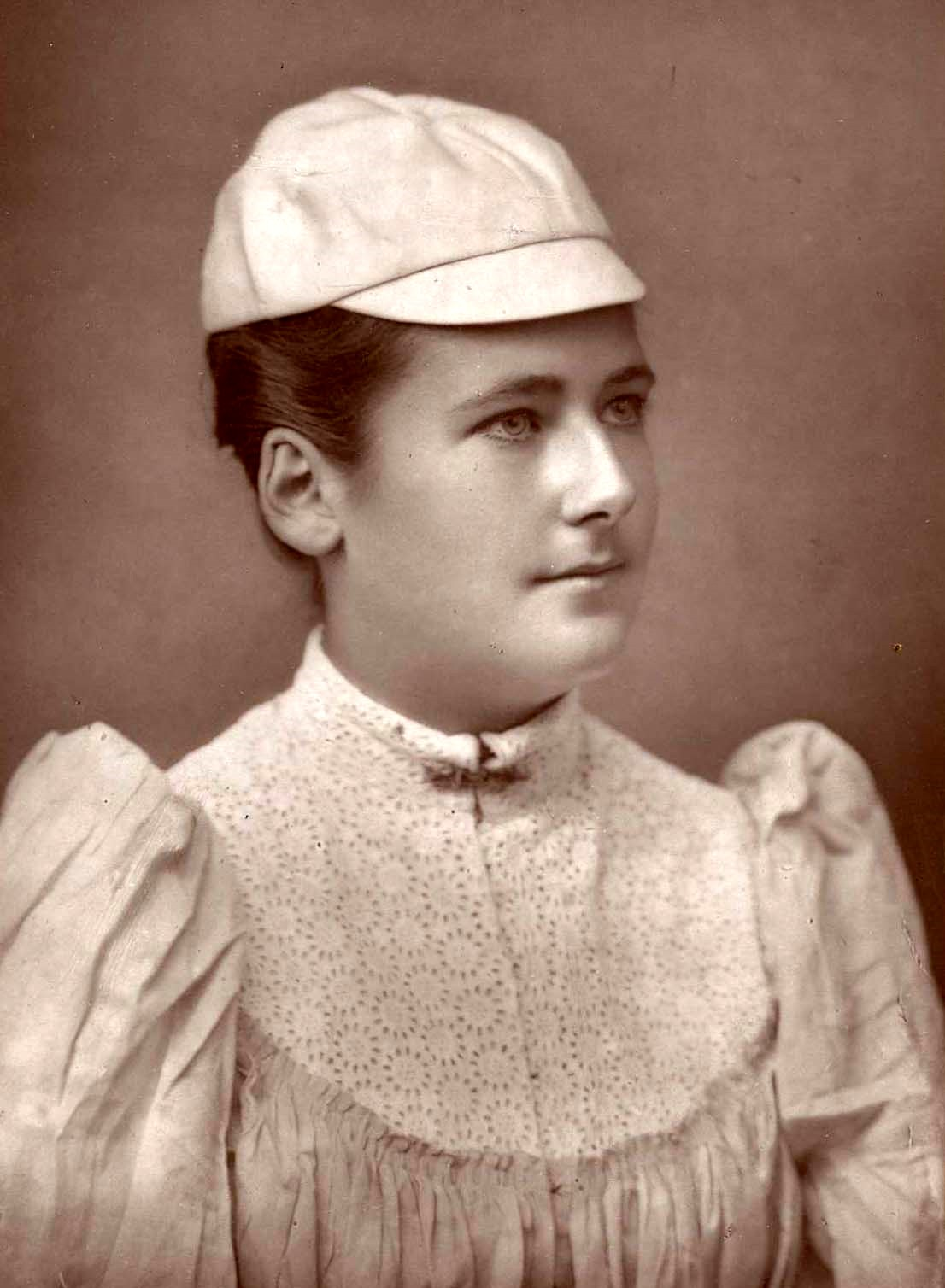
Lottie Dod
27 juni

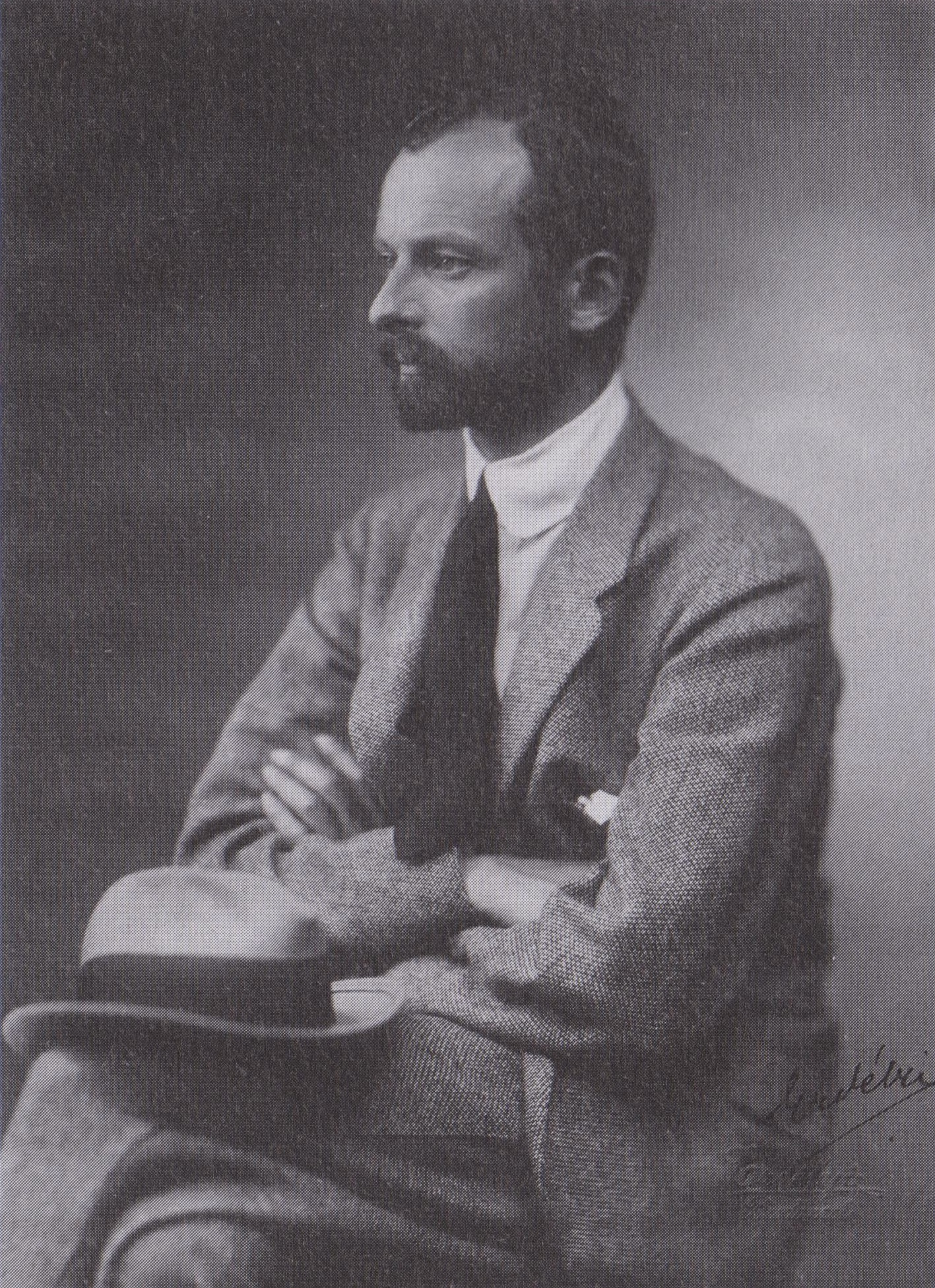
Móric Esterházy
28 juni

| 1 | 2 | 3 | 4 | 5 | 6 | 7 | 8 | 9 | 10 | 11 | 12 | 13 | 14 | 15 | 16 | 17 | 18 | 19 | 20 | 21 | 22 | 23 | 24 | 25 | 26 | 27 | 28 | 29 | 30 |
| - | - | - | - | - | - | - | - | - | -- | -- | -- | -- | -- | -- | -- | -- | -- | -- | -- | -- | -- | -- | -- | -- | -- | -- | -- | -- | -- |

### 1 juni
- Lester Patrick (76), Canadees ijshockeyspeler
- Frans Smeers (87), Belgisch kunstschilder

### 5 juni
- René Baeten (32), Belgisch motorcoureur

### 9 juni
- Petrus Schaepman (67), Nederlands burgemeester

### 13 juni
- Wilhelm Keppler (77), Duits politicus
- Kenneth McArthur (79), Zuid-Afrikaans atleet
- Hans Meerum Terwogt (76), Nederlands scheidsrechter en journalist
- Vicenç Piera (57), Spaans voetballer

### 14 juni
- Ana Pauker (66), Roemeens politicus

### 16 juni
- Christiaan Pieter Gunning (73), Nederlands pedagoog
- James William Theodoor Lichtenbelt (77), Nederlands medicus
- Algisto Lorenzato (50), Braziliaans voetballer bekend als Batatais

### 17 juni
- Ary Delen (77), Belgisch schrijver en kunsthistoricus

### 18 juni
- Al Herman (33), Amerikaans autocoureur

### 19 juni
- Chris Bristow (22), Brits autocoureur
- Jimmy Bryan (34), Amerikaans autocoureur
- Alan Stacey (26), Brits autocoureur

### 20 juni
- John Brendan Kelly (70), Amerikaans roeier

### 21 juni
- Willem van der Veer (73), Nederlands acteur

### 24 juni
- Hendrik Enno van Gelder (84), Nederlands archivaris

### 25 juni
- Walter Baade (67), Duits astronoom
- Hendrik Jan van Braambeek (80), Nederlands vakbondsbestuurder en politicus
- Zbysław Ciołkosz, (58) Pools-Amerikaans vliegtuigontwerper
- Jacques Dutilh (76), Nederlands bestuurder
- Fernand Jacquemotte (58), Belgisch politicus
- Combertus Willem van der Pot (80), Nederlands rechtsgeleerde

### 27 juni
- Lottie Dod (88), Brits tennisspeelster
- Ivan Matetić Ronjgov (80), Kroatisch componist en dirigent
- Ida Simons (49), Nederlands schrijfster en pianiste

### 28 juni
- Móric Esterházy (79), Hongaars politicus
- Juan Jover (56), Spaans autocoureur

### 30 juni
- Clarence Cameron White (79), Amerikaans componist

## Juli

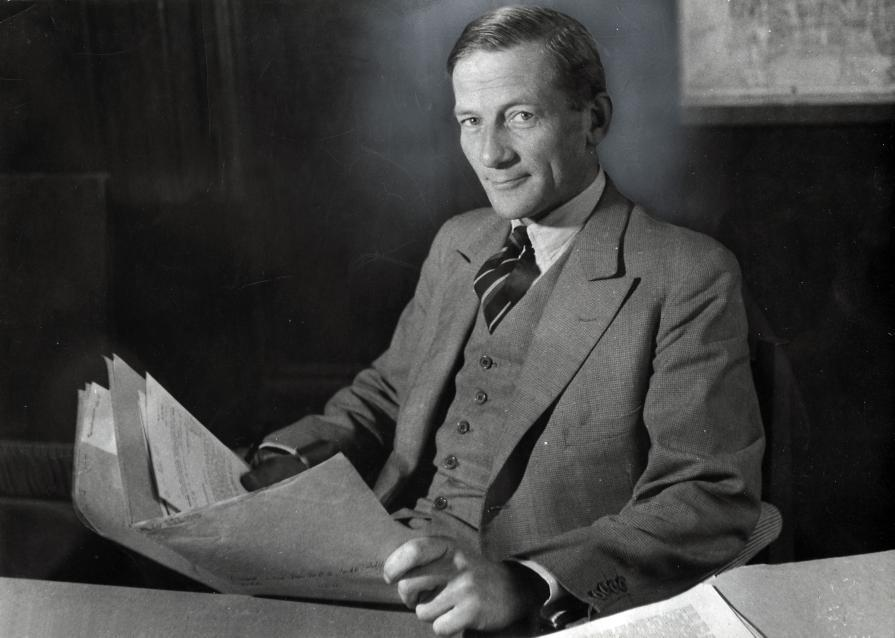
Wim Schokking
5 juli

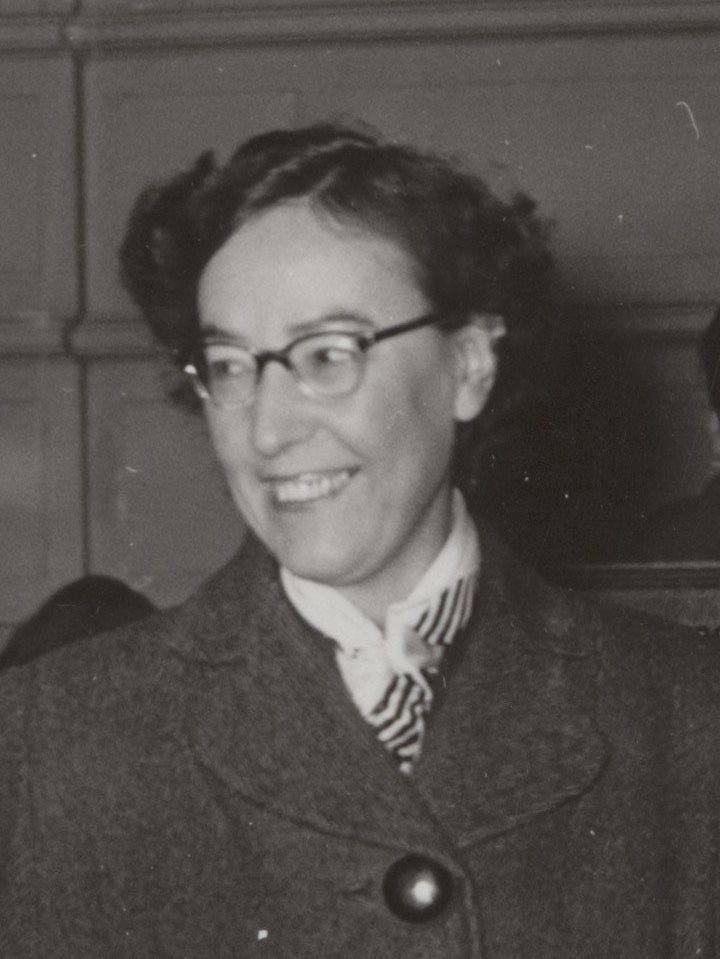
Anna Blaman
13 juli

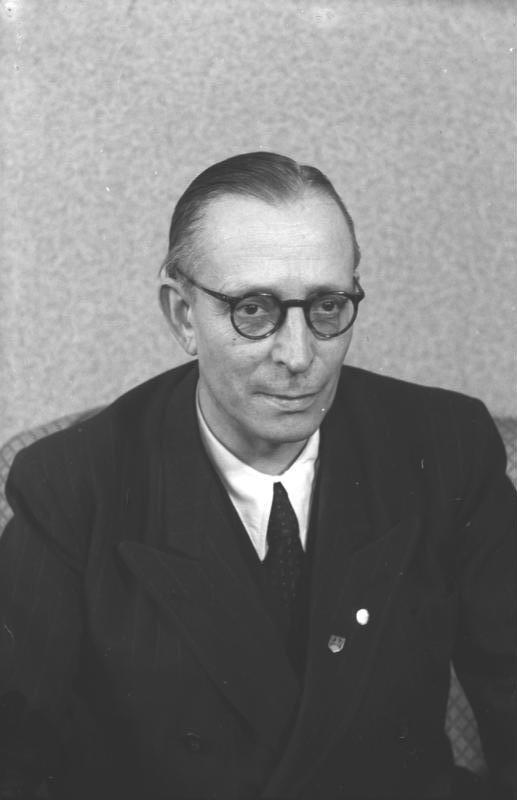
Hans Loch
13 juli

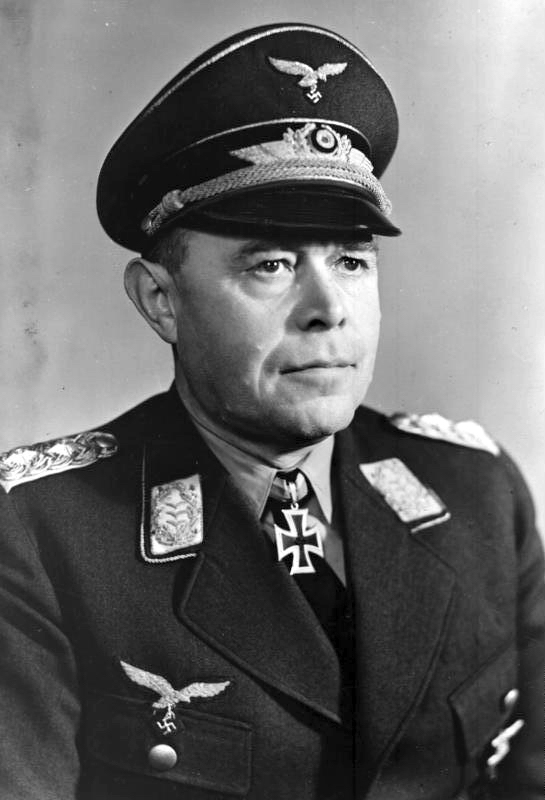
Albert Kesselring
16 juli

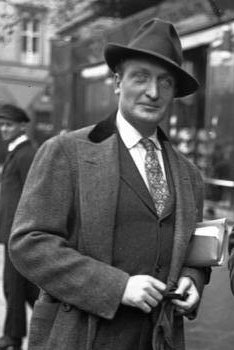
Hans Albers
24 juli

| 1 | 2 | 3 | 4 | 5 | 6 | 7 | 8 | 9 | 10 | 11 | 12 | 13 | 14 | 15 | 16 | 17 | 18 | 19 | 20 | 21 | 22 | 23 | 24 | 25 | 26 | 27 | 28 | 29 | 30 | 31 |
| - | - | - | - | - | - | - | - | - | -- | -- | -- | -- | -- | -- | -- | -- | -- | -- | -- | -- | -- | -- | -- | -- | -- | -- | -- | -- | -- | -- |

### 2 juli
- Jakov Melnikov (64), Russisch schaatser

### 3 juli
- Edmond Ronse (71), Belgisch politicus

### 4 juli
- Jan Ridderbos (80), Nederlands predikant

### 5 juli
- Joseph Coppieters (79), Belgisch ambtenaar en schrijver
- Wim Schokking (59), Nederlands politicus

### 6 juli
- Aneurin Bevan (62), Brits politicus

### 10 juli
- Oscar Van Rumst (50), Belgisch atleet

### 11 juli
- Léon Duray (70), Belgisch politicus

### 12 juli
- Pietro Fumasoni Biondi (87), Italiaans kardinaal
- Victor Van Hoestenberghe (91), Belgisch politicus

### 13 juli
- Anna Blaman (55), Nederlands schrijfster
- Hans Loch (61), Oost-Duits politicus
- Peter Schunck (86), Nederlands ondernemer

### 14 juli
- Maurice de Broglie (85), Frans natuurkundige

### 16 juli
- Albert Kesselring (74), Duits militair leider

### 17 juli
- André Ryckmans (31), Belgisch koloniaal ambtenaar

### 19 juli
- Alejandro Álvarez (92), Chileens rechter

### 20 juli
- Johanna Coster (66), Nederlands tekenaar en grafisch vormgever

### 22 juli
- Guillaume Lemmens (75), Nederlands bisschop

### 23 juli
- Bob Brown (30), Australisch motorcoureur

### 24 juli
- Hans Albers (68), Duits acteur
- Carel Frederik Overhoff (68), Nederlands bankier en militair

### 25 juli
- Désiré Defauw (74), Belgisch dirigent

### 30 juli
- Walter Bösiger (81), Zwitsers politicus

### 31 juli
- Lambert Roefs (65), Nederlands burgemeester

## Augustus

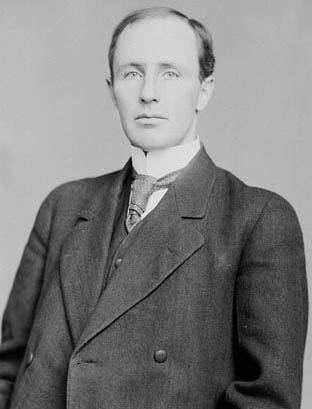
Arthur Meighen
5 augustus

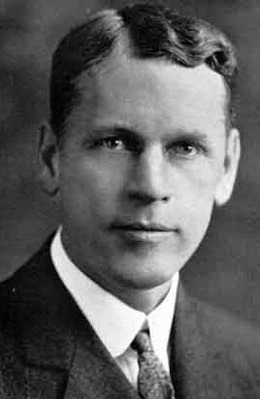
Oswald Veblen
10 augustus

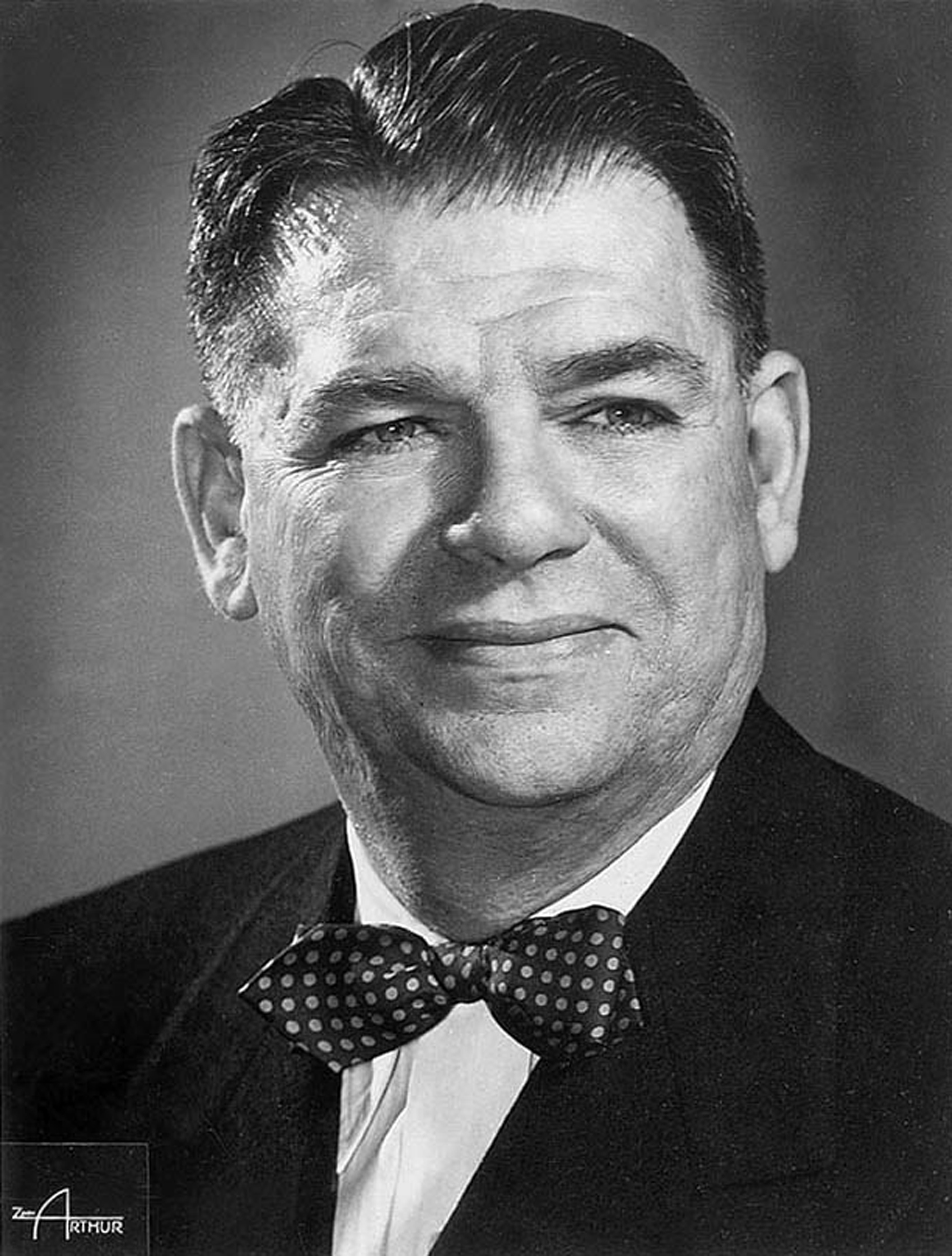
Oscar Hammerstein II
23 augustus

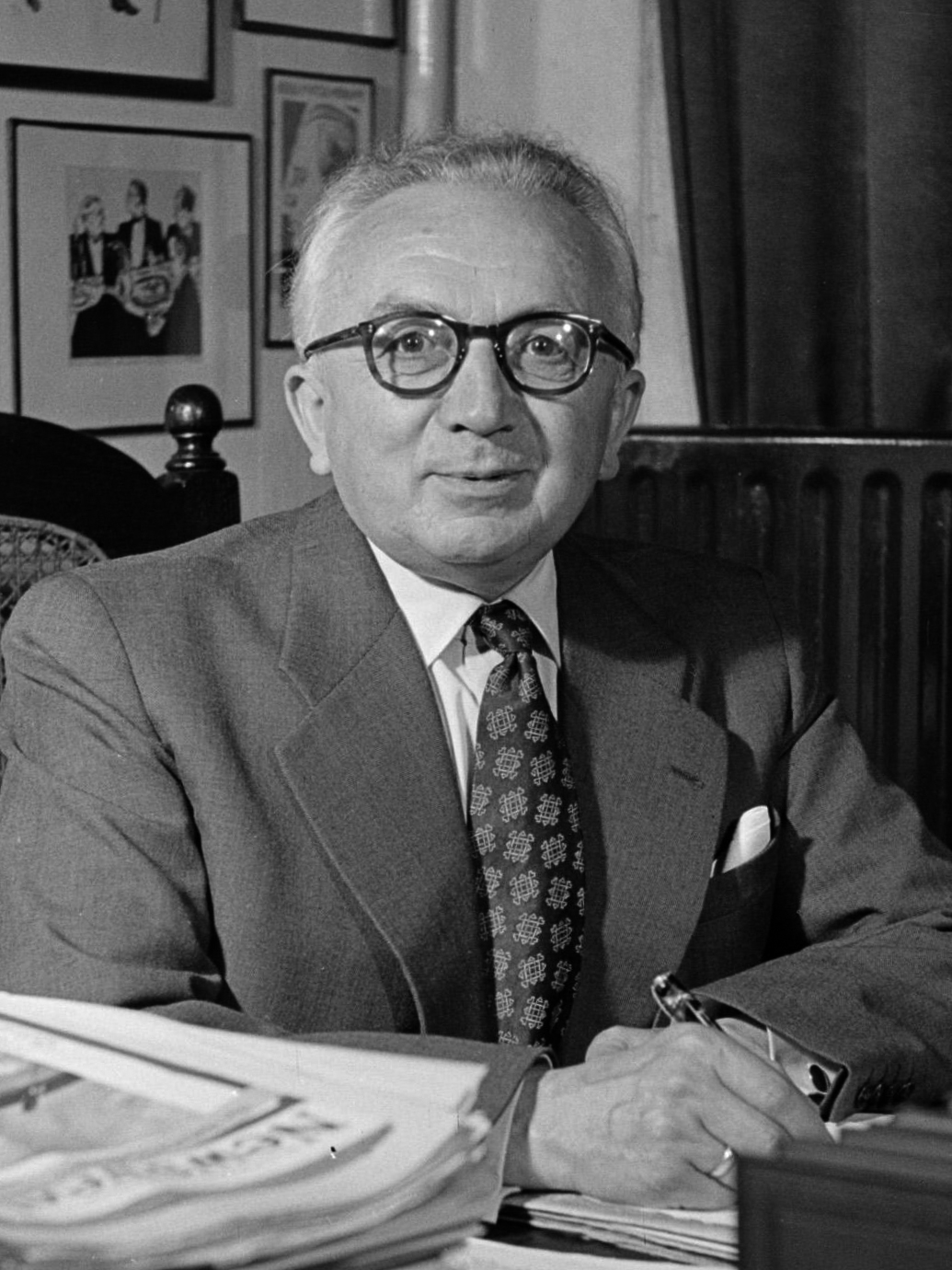
Jan Dellaert
24 augustus

| 1 | 2 | 3 | 4 | 5 | 6 | 7 | 8 | 9 | 10 | 11 | 12 | 13 | 14 | 15 | 16 | 17 | 18 | 19 | 20 | 21 | 22 | 23 | 24 | 25 | 26 | 27 | 28 | 29 | 30 | 31 |
| - | - | - | - | - | - | - | - | - | -- | -- | -- | -- | -- | -- | -- | -- | -- | -- | -- | -- | -- | -- | -- | -- | -- | -- | -- | -- | -- | -- |

### 2 augustus
- Jules Lowie (46), Belgisch wielrenner

### 5 augustus
- Barthold Theodoor Willem van Hasselt (63), Nederlands bankier
- Arthur Meighen (86), Canadees politicus

### 7 augustus
- André Bloch (87), Frans componist

### 9 augustus
- Louis Cahuzac (80), Frans componist

### 10 augustus
- Frank Lloyd (74), Amerikaans filmregisseur
- Oswald Veblen (80), Amerikaans wiskundige

### 15 augustus
- Robert de Foy (67), Belgisch bestuurder

### 22 augustus
- Bruno Loerzer (69), Duits militair

### 23 augustus
- Oscar Hammerstein II (65), Amerikaans musicalcomponist en -producent

### 24 augustus
- Jan Dellaert (67), Nederlands luchtvaartpionier

### 25 augustus
- Simon Buis (67), Nederlands geestelijke
- Agustí Sancho (64), Spaans voetballer

### 26 augustus
- Knud Enemark Jensen (23), Deens wielrenner
- Anatoli Fjodorovitsj Kapustinski (53), Pools-Russisch scheikundige

### 27 augustus
- Louis Streel (63), Belgisch politicus

### 28 augustus
- Charles Forbes (79), Brits militair
- Julius Frey (78), Duits zwemmer
- Anton Lajovic (81), Sloveens rechter en componist

### 29 augustus
- Vicki Baum (72), Oostenrijks schrijfster
- Ben Springer (63), Nederlands dammer

## September

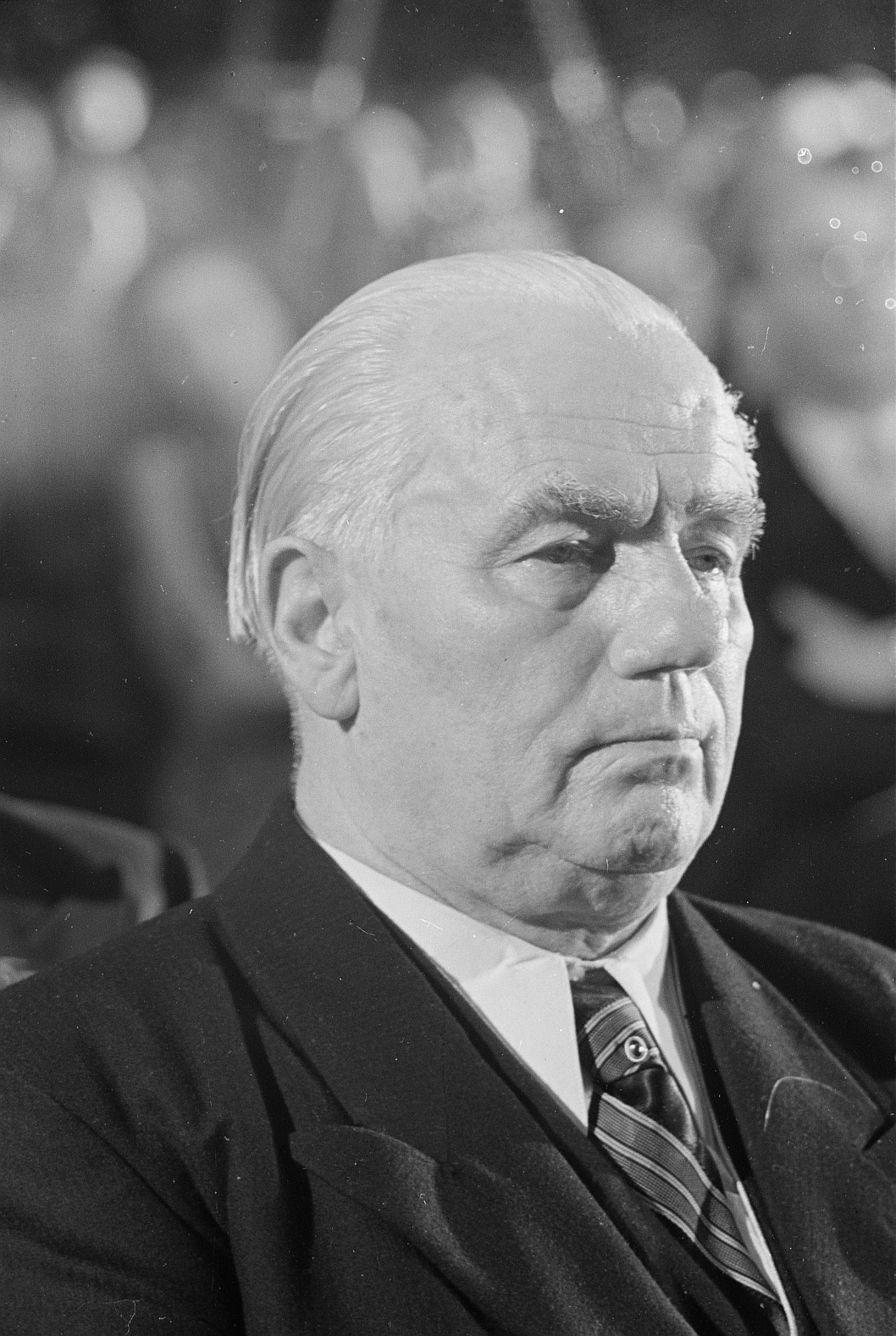
Wilhelm Pieck
7 september

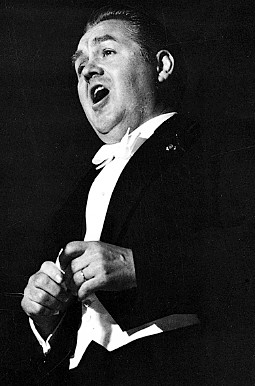
Jussi Björling
9 september

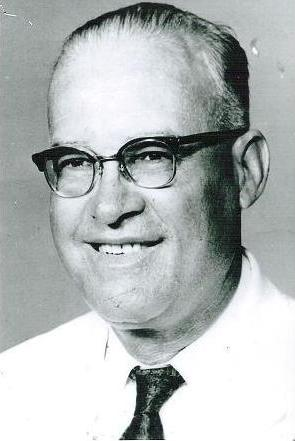
Jozef Pieters
26 september

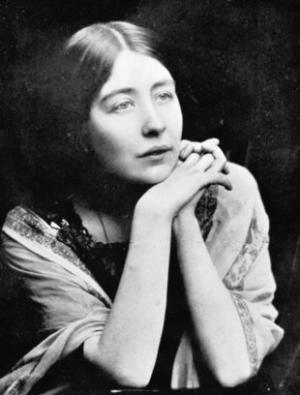
Sylvia Pankhurst
27 september

| 1 | 2 | 3 | 4 | 5 | 6 | 7 | 8 | 9 | 10 | 11 | 12 | 13 | 14 | 15 | 16 | 17 | 18 | 19 | 20 | 21 | 22 | 23 | 24 | 25 | 26 | 27 | 28 | 29 | 30 |
| - | - | - | - | - | - | - | - | - | -- | -- | -- | -- | -- | -- | -- | -- | -- | -- | -- | -- | -- | -- | -- | -- | -- | -- | -- | -- | -- |

### 1 september
- Hermann Schmitz (82), Duits entomoloog

### 6 september
- Francis A. Myers (85), Amerikaans componist

### 7 september
- Wilhelm Pieck (84), Oost-Duits politicus

### 8 september
- Maurice Couplet (48), Belgisch politicus
- Vilmos Huszár (76), Hongaars-Nederlands kunstenaar en ontwerper
- Adalberto Tejeda (77), Mexicaans politicus

### 9 september
- Jussi Björling (49), Zweeds operazanger
- Dirk Petrus Marius Graswinckel (71), Nederlands archivaris

### 14 september
- Pierre Kofferschläger (50), Belgisch politicus

### 15 september
- Héctor Castro (55), Argentijns voetballer
- Charles Derbaix (75), Belgisch politicus

### 16 september
- Leo Spitzer (73), Amerikaans literatuurwetenschapper

### 17 september
- Marcel Héraud (77), Frans politicus

### 20 september
- Ida Rubinstein (74), Russisch ballerina, choreografe en actrice

### 22 september
- Melanie Klein (78), Oostenrijks-Brits psychologe

### 23 september
- Josephine Marie Jeanne De Mol (86), Belgisch onderwijzeres, dichteres en componiste
- Kathlyn Williams (81), Amerikaans actrice

### 24 september
- Georges Goffin (92), Belgisch politicus
- Johnny Thomson (38), Amerikaans autocoureur

### 26 september
- Ibrahim Ismail Chundrigar (63), Pakistaan politicus
- Jozef Pieters (62), Antilliaans kunstschilder

### 27 september
- Sylvia Pankhurst (78), Brits vrouwenrechtenactiviste

### 30 september
- Tjeerd Adema (74), Nederlands journalist en schrijver
- Yvonne Loisel (83), Frans schrijfster

## Oktober

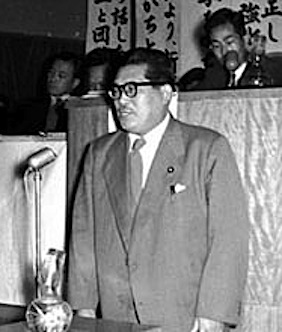
Inejiro Asanuma
12 oktober

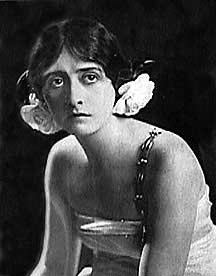
Clara Kimball Young
15 oktober

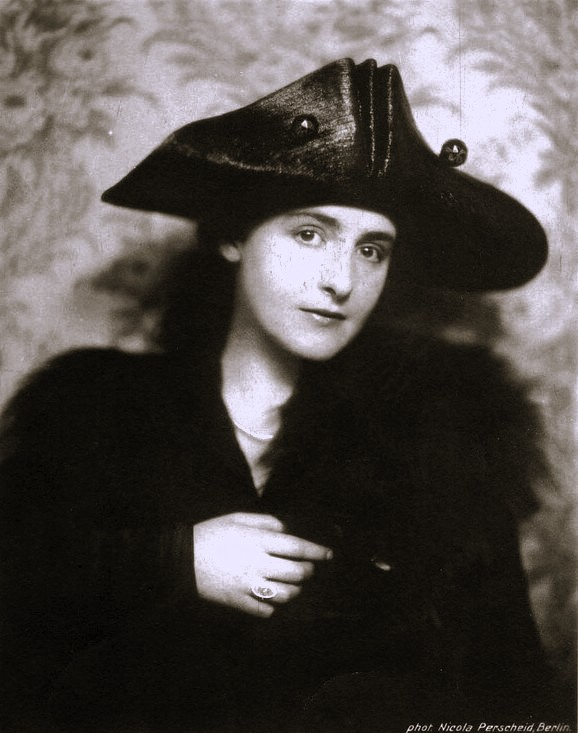
Henny Porten
15 oktober

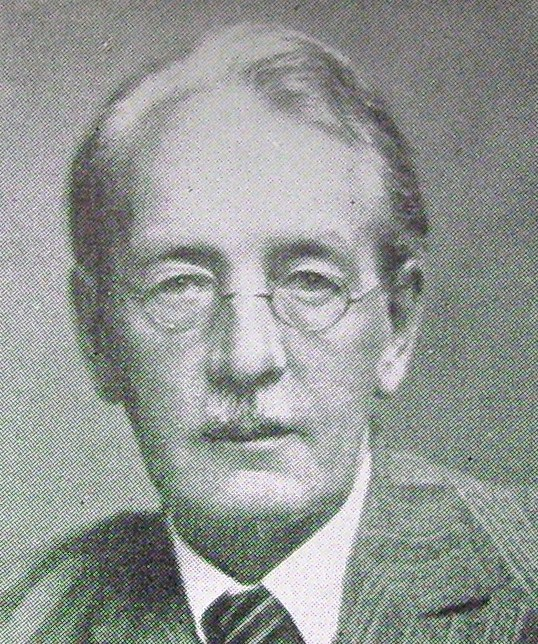
Valdemar Langlet
16 oktober

| 1 | 2 | 3 | 4 | 5 | 6 | 7 | 8 | 9 | 10 | 11 | 12 | 13 | 14 | 15 | 16 | 17 | 18 | 19 | 20 | 21 | 22 | 23 | 24 | 25 | 26 | 27 | 28 | 29 | 30 | 31 |
| - | - | - | - | - | - | - | - | - | -- | -- | -- | -- | -- | -- | -- | -- | -- | -- | -- | -- | -- | -- | -- | -- | -- | -- | -- | -- | -- | -- |

### 1 oktober
- Henry-Charles Dupont (83), Frans martinist
- Giuseppe Fietta (76), Italiaans kardinaal
- Jim Packard (29), Amerikaans autocoureur

### 2 oktober
- Claro Recto (70), Filipijns politicus

### 3 oktober
- Hermann Irving Schlesinger (77), Amerikaans scheikundige

### 5 oktober
- Alfred L. Kroeber (84), Amerikaans cultureel antropoloog
- John Nathaniel Norton (82), Amerikaans politicus

### 6 oktober
- Caroline Grills (ca. 70), Australisch moordenares

### 7 oktober
- Jan Zahradníček (55), Tsjechisch schrijver en dichter

### 8 oktober
- Herman Derk Louwes (67), Nederlands politicus

### 10 oktober
- June Cole (57), Amerikaans jazzmusicus
- Basil Ruysdael (72), Amerikaans acteur en operazanger

### 12 oktober
- Inejiro Asanuma (61), Japans politicus

### 13 oktober
- Arthur Wauters (70), Belgisch politicus

### 14 oktober
- Abram Joffe (79), Russisch natuurkundige

### 15 oktober
- Clara Kimball Young (70), Amerikaans actrice
- Henny Porten (70), Duits actrice

### 16 oktober
- Valdemar Langlet (87), Zweeds journalist en diplomaat

### 17 oktober
- Henri Crolla (40), Frans jazzgitarist

### 19 oktober
- Günter Raphael (57), Duits componist

### 21 oktober
- Paul Fallot (71), Frans geoloog en paleontoloog
- Jozef Holthof (70), Vlaams priester
- Dirk Stuurman (65), Nederlands architect

### 24 oktober
- Emilie van Kerckhoff (93), Nederlands kunstenaar
- J.B. Schuil (85), Nederlands schrijver

### 25 oktober
- José Padilla Sánchez (71), Spaans componist en dirigent

### 26 oktober
- Steph Uiterwaal (71), Nederlands kunstenaar

### 29 oktober
- Beat Dörig (54), Zwitsers politicus

### 30 oktober
- Jan Buiskool (61), Nederlands koloniaal bestuurder
- Harry H. Goode (51), Amerikaans computerwetenschapper

## November

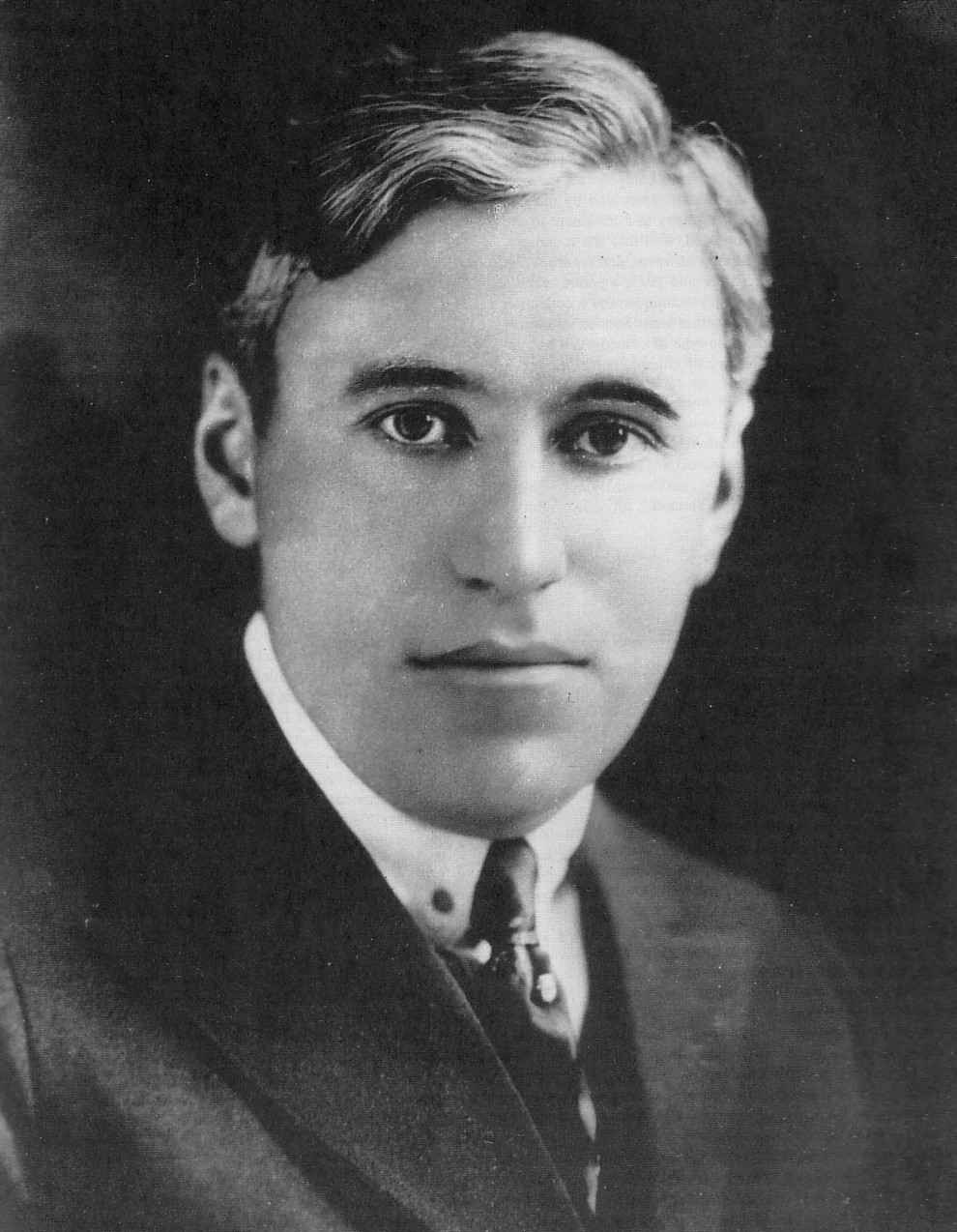
Mack Sennett
5 november

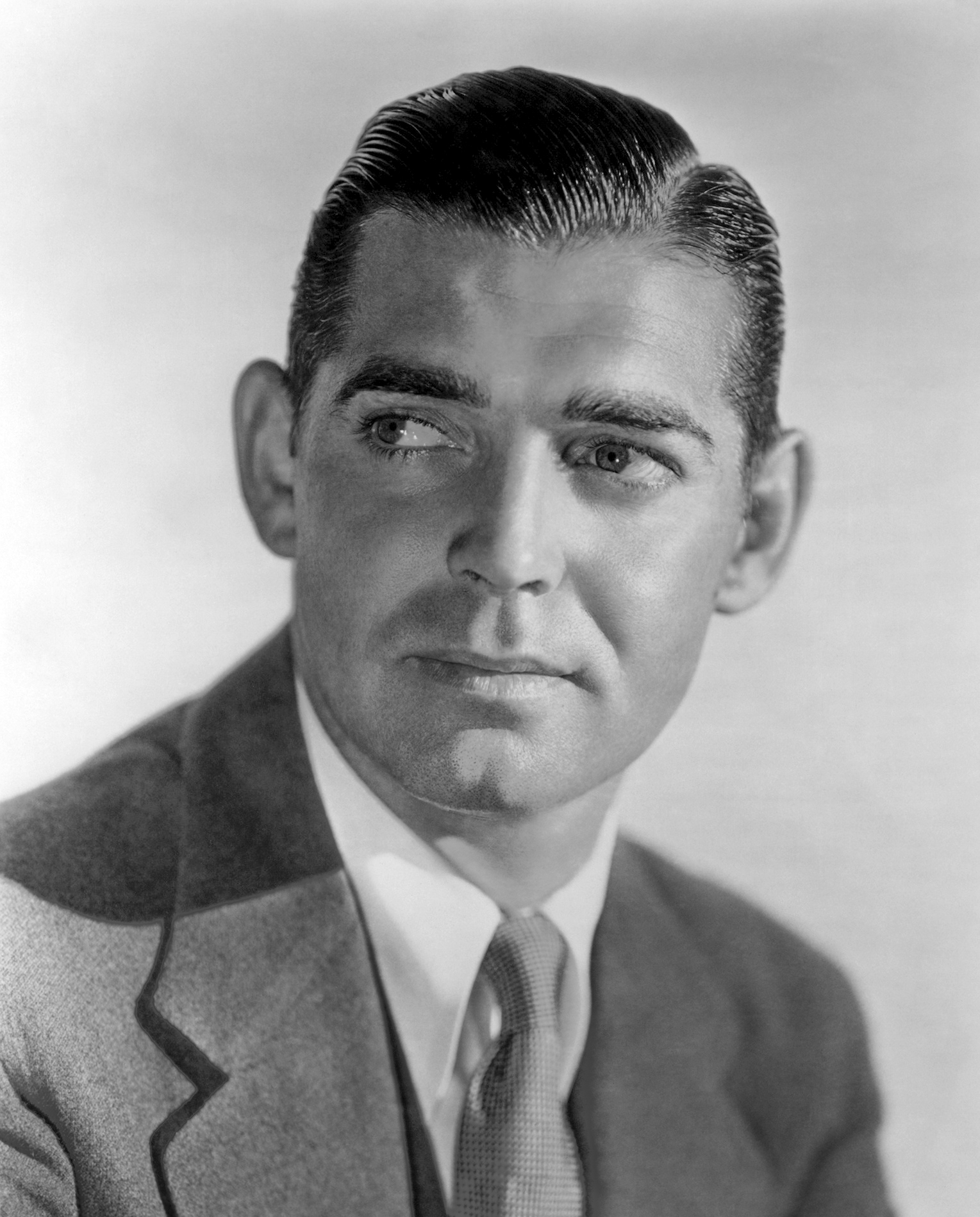
Clark Gable
16 november

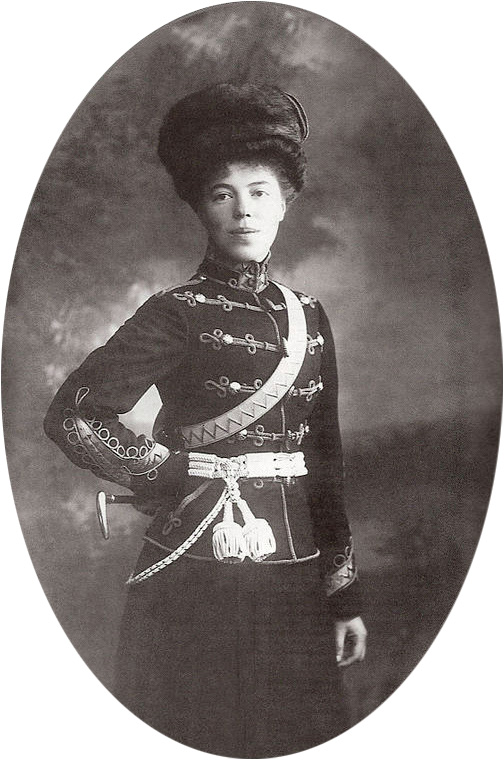
Olga Aleksandrovna van Rusland
24 november

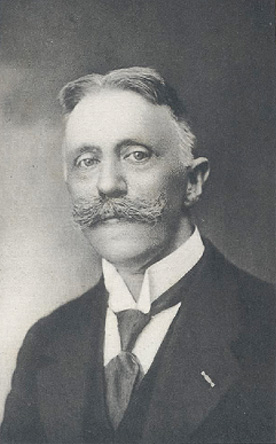
Dirk Jan de Geer
27 november

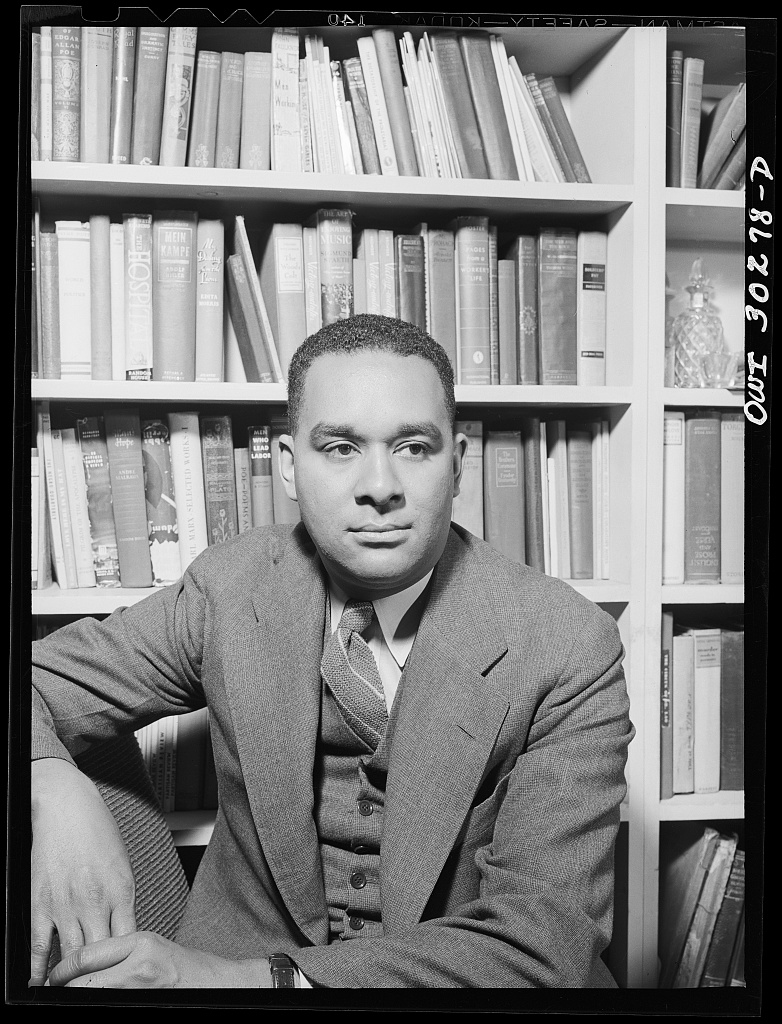
Richard Wright
28 november

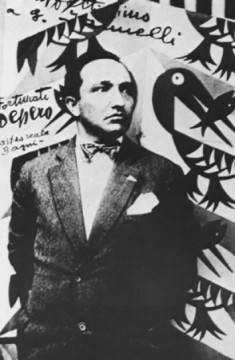
Fortunato Depero
29 november

| 1 | 2 | 3 | 4 | 5 | 6 | 7 | 8 | 9 | 10 | 11 | 12 | 13 | 14 | 15 | 16 | 17 | 18 | 19 | 20 | 21 | 22 | 23 | 24 | 25 | 26 | 27 | 28 | 29 | 30 |
| - | - | - | - | - | - | - | - | - | -- | -- | -- | -- | -- | -- | -- | -- | -- | -- | -- | -- | -- | -- | -- | -- | -- | -- | -- | -- | -- |

### 2 november
- Dimitri Mitropoulos (64), Grieks dirigent, pianist en componist
- Julio Nakpil (93), Filipijns componist en revolutionair

### 5 november
- Ward Bond (57), Amerikaans acteur
- Elizabeth de Clercq (78), Nederlands bibliothecaresse
- Erich Neumann (55), Duits psycholoog
- Mack Sennett (80), Amerikaans filmpionier

### 6 november
- Erich Raeder (84), Duits militair

### 7 november
- A.P. Carter (68), Amerikaans countrymusicus
- Tadeusz Synowiec (70), Pools voetballer

### 9 november
- Frederik Ouwerling (77), Nederlands archivaris

### 10 november
- Robert Briner (75), Zwitsers politicus

### 11 november
- Red Byron (45), Amerikaans autocoureur
- François Sainte (60), Belgisch politicus

### 13 november
- Edward Quinan (75), Brits militair

### 14 november
- Anne Bonnet (52), Belgisch kunstenares
- Karl Wegele (73), Duits voetballer

### 16 november
- Clark Gable (59), Amerikaans acteur
- Johan Willem Kaiser (63), Nederlands publicist

### 19 november
- Paul Heymans (65), Belgisch politicus

### 20 november
- Henri De Clerck (84), Belgisch politicus

### 22 november
- Fred Van Eps (81), Amerikaans banjospeler

### 23 november
- Jaap Weyand (74), Nederlands kunstenaar

### 24 november
- Willem Kloos (56), Nederlands architect
- Olga Aleksandrovna van Rusland (78), lid Russische adel
- Alfred van Sprang (43), Nederlands journalist
- Sam de Wolff (82), Nederlands econoom en politicus

### 25 november
- Firmin Pacqué (74), Belgisch burgemeester

### 27 november
- Dirk Jan de Geer (89), Nederlands politicus

### 28 november
- Richard Wright (52), Amerikaans schrijver

### 29 november
- Manuel Bernabe (70), Filipijns dichter
- Fortunato Depero (68), Italiaans schrijver en kunstenaar
- Pierre Diriken (78), Belgisch burgemeester

### 30 november
- Antoni Chruściel (65), Pools militair
- Eugène Soudan (79), Belgisch politicus

## December

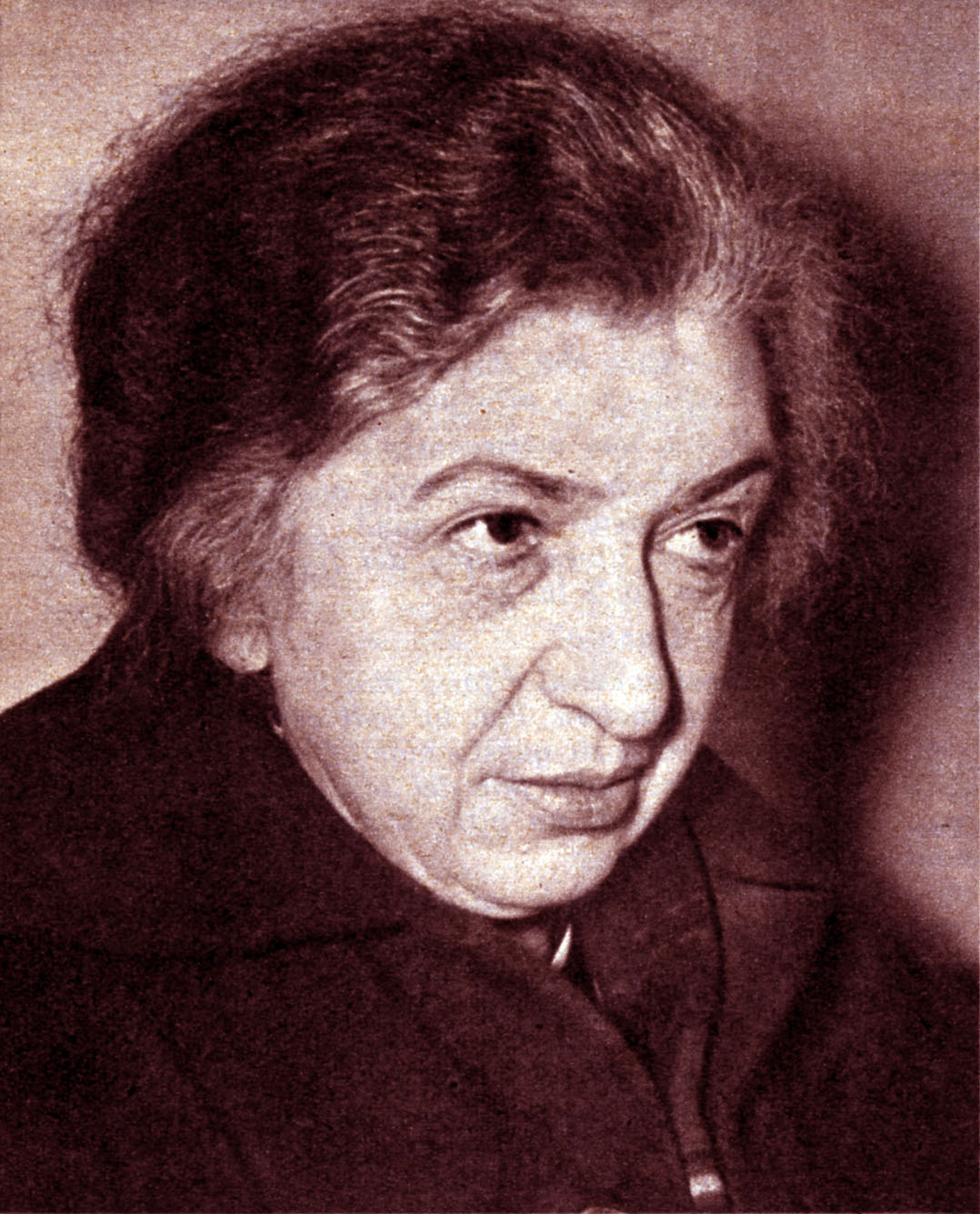
Clara Haskil
7 december

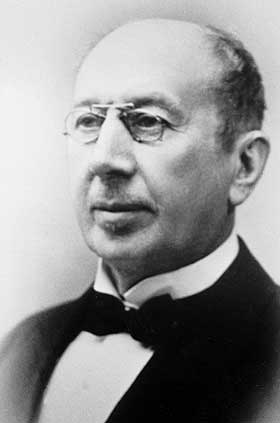
Christopher Hornsrud
12 december

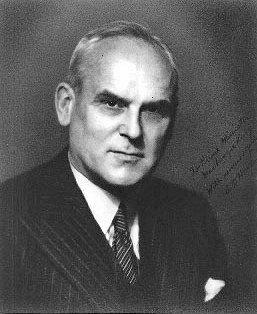
C.D. Howe
31 december

| 1 | 2 | 3 | 4 | 5 | 6 | 7 | 8 | 9 | 10 | 11 | 12 | 13 | 14 | 15 | 16 | 17 | 18 | 19 | 20 | 21 | 22 | 23 | 24 | 25 | 26 | 27 | 28 | 29 | 30 | 31 |
| - | - | - | - | - | - | - | - | - | -- | -- | -- | -- | -- | -- | -- | -- | -- | -- | -- | -- | -- | -- | -- | -- | -- | -- | -- | -- | -- | -- |

### 1 december
- Nicolaas Petrus de Koo (79), Nederlands grafisch ontwerper en binnenhuisarchitect

### 2 december
- Alida van Houten (92), Nederlands kunstschilder
- Julio Nakpil (93), Filipijns componist en revolutionair strijder

### 4 december
- Walter Goehr (57), Duits-Brits dirigent en componist

### 5 december
- Juan Arellano (72), Filipijns architect
- André Rossignol (70), Frans autocoureur
- Walter Dorwin Teague (76), Amerikaans ontwerper

### 7 december
- Clara Haskil (65), Roemeens pianiste
- Jaap Kunst (69), Nederlands musicoloog

### 11 december
- Ilja Groezdev (68), Russisch schrijver
- Theophiel Van Peteghem (81), Belgisch burgemeester

### 12 december
- Christopher Hornsrud (101), Noors politicus

### 14 december
- Remi Parmentier (65), Belgisch archivaris en historicus

### 15 december
- Véra Clouzot (46), Braziliaans-Frans actrice
- Jan Vael (80), Belgisch politicus

### 20 december
- Joseph Billiau (74), Belgisch burgemeester
- Jan Schubert (50), Nederlands voetballer

### 22 december
- Frederik Ernst Müller (71), Nederlands burgemeester

### 24 december
- Jan Lourens Thalen (51), Nederlands burgemeester

### 26 december
- Tetsuro Watsuji (71), Japans filosoof en historicus

### 28 december
- Jop van Epen (80), Nederlands architect

### 31 december
- Jan Boon (62), Belgisch journalist
- Clarence Decatur Howe (74), Canadees politicus
- Germaine Loosveldt (69), Belgisch actrice
- Joseph Wendel (59), Duits kardinaal

## Datum onbekend
- Jimmy Bertrand (60), Amerikaans drummer
- Henri Leroy (ca. 72), Belgisch voetballer

1900 ·
1901 ·
1902 ·
1903 ·
1904 ·
1905 ·
1906 ·
1907 ·
1908 ·
1909 ·
1910 ·
1911 ·
1912 ·
1913 ·
1914 ·
1915 ·
1916 ·
1917 ·
1918 ·
1919 ·
1920 ·
1921 ·
1922 ·
1923 ·
1924 ·
1925 ·
1926 ·
1927 ·
1928 ·
1929 ·
1930 ·
1931 ·
1932 ·
1933 ·
1934 ·
1935 ·
1936 ·
1937 ·
1938 ·
1939 ·
1940 ·
1941 ·
1942 ·
1943 ·
1944 ·
1945 ·
1946 ·
1947 ·
1948 ·
1949 ·
1950 ·
1951 ·
1952 ·
1953 ·
1954 ·
1955 ·
1956 ·
1957 ·
1958 ·
1959 ·
1960 ·
1961 ·
1962 ·
1963 ·
1964 ·
1965 ·
1966 ·
1967 ·
1968 ·
1969 ·
1970 ·
1971 ·
1972 ·
1973 ·
1974 ·
1975 ·
1976 ·
1977 ·
1978 ·
1979 ·
1980 ·
1981 ·
1982 ·
1983 ·
1984 ·
1985 ·
1986 ·
1987 ·
1988 ·
1989 ·
1990 ·
1991 ·
1992 ·
1993 ·
1994 ·
1995 ·
1996 ·
1997 ·
1998 ·
1999 ·
2000 ·
2001 ·
2002 ·
2003 ·
2004 ·
2005 ·
2006 ·
2007 ·
2008 ·
2009 ·
2010 ·
2011 ·
2012 ·
2013 ·
2014 ·
2015 ·
2016 ·
2017 ·
2018 ·
2019 ·
2020 ·
2021 ·
2022 ·
2023 ·
2024 ·
2025